# Crise israélo-palestinienne de 2021
Pour les articles homonymes, voir Siège ou bataille de Gaza.
Conflit israélo-palestinien
Batailles
- Émeutes de Jérusalem (1920)
- Émeutes de Jaffa (1921)
- Massacre d'Hébron (1929)
- Grande Révolte arabe (1936-1939)
- Guerre civile (1947-1948)

- Guerre israélo-arabe de 1948
- Guerre israélo-arabe (1948-1949)
- Guerre des Six Jours (1967)
- Opération Colère de Dieu (1972-1992)

- Crise du canal de Suez (1956-1957)
- Guerre d'usure (1967-1970)
- Guerre du Kippour (1973)
- Attaque contre un poste-frontière (2012)

- Première guerre du Liban (1975-1990)
- Opération Litani (1978)
- Intervention militaire israélienne au Liban (1982)
- Opération Raisins de la colère (1996)
- Deuxième guerre du Liban (2006)

- Première intifada (1987-1993)
- Seconde intifada (2000-2005)
- Opération Arc-en-ciel (2004)
- Opération Jours de pénitence (2004)
- Opération Pluies d'été (2006)
- Blocus de la bande de Gaza (2007-)
- Guerre de Gaza (2008-2009)
- Abordage de la flottille pour Gaza (2010)
- Confrontation israélo-palestinienne (2011)
- Opération Pilier de défense (2012)
- Guerre de Gaza (2014)
- Regain de violence (2015-2017)
- Marche du retour (2018-2019)
- Crise israélo-palestinienne (2021)
- Guerre entre Israël et le Hamas (2023)

- Massacre de Munich (1972)
- Massacre de Sabra et Chatila (1982)

La crise israélo-palestinienne de 2021, parfois appelée l' Intifada de l'unité,,  a été une flambée de violence majeure dans le conflit israélo-palestinien qui a commencé le 10 mai 2021 et s'est poursuivie jusqu'à l'entrée en vigueur d'un cessez-le-feu le 21 mai. Elle a été marquée par des manifestations et des mesures antiémeutes policières, des attaques de roquettes lancées contre Israël par le Hamas et le Jihad islamique palestinien (JIP), et des frappes aériennes israéliennes dans la bande de Gaza. La crise a été déclenchée le 6 mai, lorsque des Palestiniens de Jérusalem-Est ont commencé à protester contre une décision anticipée de la Cour suprême d'Israël sur l'expulsion de six familles palestiniennes dans le quartier de Sheikh Jarrah à Jérusalem-Est.  En vertu du droit international, la zone, annexée de fait par Israël en 1980, est un territoire palestinien sous occupation israëlienne.
Le 7 mai, selon la chaîne israélienne Channel 12, des Palestiniens ont jeté des pierres sur les forces de police israéliennes qui ont alors pris d'assaut l'enceinte de la mosquée Al-Aqsa  en utilisant des gaz lacrymogènes, des balles en caoutchouc et des grenades assourdissantes,. La crise a suscité des protestations dans le monde entier ainsi que des réactions officielles de la part des dirigeants mondiaux.
Les violences ont coïncidé avec la nuit du Qadr (8 mai), célébrée par les musulmans, et la Journée de Jérusalem (9-10 mai), fête nationale israélienne. Les affrontements ont eu lieu avant un défilé prévu pour la Journée de Jérusalem, connu sous le nom de Danse des drapeaux par les nationalistes juifs d'extrême droite , qui a ensuite été annulé,,.  Plus de 600 personnes ont été blessées, principalement des Palestiniens, suscitant une condamnation internationale. La décision de la Cour suprême israélienne sur les expulsions de Sheikh Jarrah a ensuite été reportée de 30 jours, Avichai Mandelblit, l'ancien procureur général d'Israël, cherchant à apaiser les tensions.
L'après-midi du 10 mai, le Hamas a donné à Israël un ultimatum pour retirer ses forces de sécurité du complexe du Mont du Temple et de Sheikh Jarrah avant 18 heures. Lorsque l'ultimatum a expiré sans réponse, le Hamas et le Jihad islamique palestinien ont tous deux lancé des roquettes depuis la bande de Gaza vers Israël ; certaines de ces roquettes ont touché des résidences israéliennes et une école,. Israël a ensuite commencé une campagne de frappes aériennes contre Gaza.
À la suite de cette flambée de violence, au moins 256 Palestiniens, dont 66 mineurs, ont été tués, plus de 1 900 Palestiniens ont été blessés et au moins 72 000 Palestiniens ont été déplacées,. En Israël, quatorze personnes ont été tuées,, dont deux mineurs, 343 civils ont été blessés ; près de trois cents policiers ont été blessés dans l’exercice de leurs fonctions. Au 16 mai, quelque 950 cibles avaient été attaquées à Gaza, démolissant totalement ou partiellement 40 écoles et quatre hôpitaux, tout en frappant le camp de réfugiés d'al-Shati,,,.  De plus, au moins 19 installations médicales ont été endommagées ou détruites par les bombardements israéliens. Au 17 mai, les Nations Unies estimaient que les frappes aériennes israéliennes avaient détruit à Gaza 461 logements et unités commerciales ; des bureaux de l' Associated Press, du réseau médiatique Al Jazeera et d'autres médias.
Pendant cette crise, environ 4 360 roquettes ont été tirées en direction d’Israël depuis Gaza, dont 680 ont atterri dans la bande de Gaza, mais Israël est parvenu à minimiser le bilan humain de son côté grâce au Dôme de fer qui a intercepté plus de 90 % des roquettes à destination des zones peuplées,. L’armée israélienne a quant à elle mené 1 500 frappes aériennes, terrestres et maritimes sur la Bande de Gaza.

## Premières émeutes
Alors qu’Israël lève les restrictions sanitaires à la suite des succès de sa campagne de vaccination massive contre l’agent de la pandémie de Covid-19 qui a paralysé le pays pendant près d’un an, un premier incident est enregistré le 10 avril 2021, lorsqu’un chauffeur de bus juif accompagné de sa famille tente de prendre un raccourci par le village d’Issawiya ; le bus est caillassé et prend feu. La famille est secourue par la police tandis que les médias israéliens de droite parlent d’une tentative de lynchage.
Trois jours plus tard, la police israélienne débranche les haut-parleurs de la mosquée al-Aqsa afin que l’appel à la prière ne perturbe pas les discours officiels lors des cérémonies du Jour du Souvenir qui se tiennent devant le Mur des Lamentations. Or cette soirée coïncide avec le premier soir du mois de Ramadan, et le geste qui passe inaperçu dans le monde occidental, est considéré par le Waqf de Jérusalem comme une violation du statu quo sur les lieux saints ; condamnée par la voix de son représentant officiel, l’ambassadeur de Jordanie (ar) Ghassan al-Majali, et par le président de l’Autorité palestinienne Mahmoud Abbas,,, cette anicroche qui survient peu après une autre plainte déposée par la Jordanie sur le nombre record de Juifs arrivés sur l’esplanade des mosquées (mont du Temple pour les Juifs) lors de la Pâque juive, est vite perçue dans le monde arabe comme une provocation et devient rapidement une « attaque contre Al-Aqsa » dans sa rhétorique, de même que la pose de barrières à la porte de Damas (empêchant ainsi les gens de s’asseoir sur cette place publique) , entraînant les premiers heurts avec la police.
Les jours qui suivent voient la prolifération en divers points du pays d’événements appelés « terrorisme » ou « intifada Tiktok » dans les médias israéliens : de jeunes musulmans se filment en foulant du pied les symboles d’Israël et ses institutions ou en train d’agresser et d’humilier des Juifs de passage, en particulier haredim, avant de les diffuser sur les réseaux sociaux,. Un motif nationaliste est pour la première fois mis en avant lors de l’agression d’un rabbin sioniste-religieux le 18 avril à Jaffa : ce n’est pas la figure religieuse qui aurait été visée mais l’« envahisseur » qui, comptant acquérir des unités de logement supplémentaires pour son académie talmudique, se voit accusé  de vouloir judaïser la ville par ses agresseurs arabes ; ceux-ci promettent d’en expulser tous les Juifs.
Le 22 avril, alors que les heurts entre manifestants arabes ou palestiniens avec la police se poursuivent, Bentzi Gopstein et une centaine de membres de La Flamme, son groupuscule nationaliste, défilent à Jérusalem en scandant « Mort aux Arabes », afin de « restaurer la dignité juive » en réaction au « terrorisme Tiktok » et au manque de réponse policière ; un policier sera blessé par jet de pierres d’un manifestant arabe, cinquante manifestants juifs et arabes seront interpellés au terme de ces affrontements au marché de Mahané Yehuda et à la porte de Damas qui impliqueront aussi des militants d’extrême-gauche,,.
Dans les jours qui suivent, un conducteur et un promeneur juifs sont agressés, passés à tabac et manquent d’être lynchés ; des roquettes sont tirées depuis la bande de Gaza vers le sud d’Israël, entraînant une riposte israélienne sur des cibles du Hamas. Après avoir réuni le cabinet de sécurité, le Premier Ministre d’Israël Benyamin Netanyahou déclare envisager « tous les scénarios », assurant qu’Israël souhaite garantir la liberté de culte pour tous et appelant « les deux parties au calme »
Le 25 avril, Tor Wennesland (en), Coordinateur spécial des Nations-Unies pour le processus de paix au Moyen-Orient, condamne « les actes de provocation à travers Jérusalem » et « le lancement aveugle de roquettes vers les centres de population israéliens [qui] viole le droit international et doit cesser immédiatement, » appelant « toutes les parties à […] éviter une nouvelle escalade, en particulier pendant le mois sacré de Ramadan et cette période politiquement chargée pour tous » (Israël tient en effet des élections législatives, pour la quatrième fois depuis 2019, et l’on s’apprête à faire de même du côté palestinien, pour la première fois depuis quinze ans). L’Inspecteur-Général de la police Kobi Shabtai décide, à l’encontre de plusieurs de ses subalternes, de retirer les barrières de la porte de Damas dans une tentative d’apaisement (Ayman Odeh, tête de la Liste arabe unifiée qui accueille favorablement la volonté de calmer les esprits en hébreu, salue en arabe « une victoire miraculeuse des jeunes d’Al-Quds dans les affrontements » et les appelle à poursuivre « l’intifada [qui] mettra fin à l’occupation et hissera le drapeau palestinien sur [Jérusalem] »). Mahmoud Abbas décide néanmoins de repousser sine die les élections législatives palestiniennes, et le Hamas qui était donné favori, condamne le « coup d’état » avant de rejoindre le président du Fatah dans sa condamnation d’Israël, qu’ils accusent conjointement d’en avoir empêché la bonne tenue. Yehouda Guetta, 19 ans, est assassiné par balles sur l’échangeur de Tappuah, en Cisjordanie, territoire palestinien occupé, tandis qu’un autre étudiant est grièvement blessé, et une tentative d’assaut sur des soldats se solde par la mort de l’assaillante. Cependant, la bousculade du mont Méron au cours de laquelle 45 personnes sont tuées et 150 autres blessées le 30 avril 2021, détourne provisoirement l’attention des événements de Jérusalem.
Ceux-ci se poursuivent néanmoins, et cinq manifestants palestiniens sont arrêtés le 5 mai 2021 dont un membre du Croissant-Rouge, pris en flagrant délit de jet de pierres. Le même jour, Mohammed Deïf, commandant des Brigades Izz al-Din al-Qassam (branche armée du Hamas), prend la parole après un nouvel heurt en Cisjordanie, annonçant suivre tout ce qui s’y passe ainsi que dans la bande de Gaza et à Jérusalem, en particulier à Cheikh Jarrah ; il menace de passer à l’action mais l’échelon militaire israélien ne s’en formalise pas, estimant que le Hamas n’est pas intéressé par une confrontation et qu’il tente de détourner l’attention de l’annulation des élections.

## Nouvel embrasement
Les troubles redoublent d’intensité le 6 mai 2021, après que le parlementaire Itamar Ben-Gvir, chef du parti ultranationaliste Otzma Yehudit, s’est rendu à proximité des quartiers hautement sensibles de Shimon HaTzadik et Cheikh Jarrah pour établir ses bureaux afin, écrit-il sur son compte Twitter, de s’assurer que la police commence à s’occuper comme faire se doit des émeutiers parce que « le sang des résidents de Shimon HaTzadik n’est pas gratuit » ; des habitants du quartier arabe, épaulés par des activistes israéliens de Meretz et d’autres mouvements de gauche, ont en effet lapidé les Juifs qui étaient établis dans les lieux sans que les forces de l’ordre, pourtant situées à un jet de pierre, daignent intervenir,,.

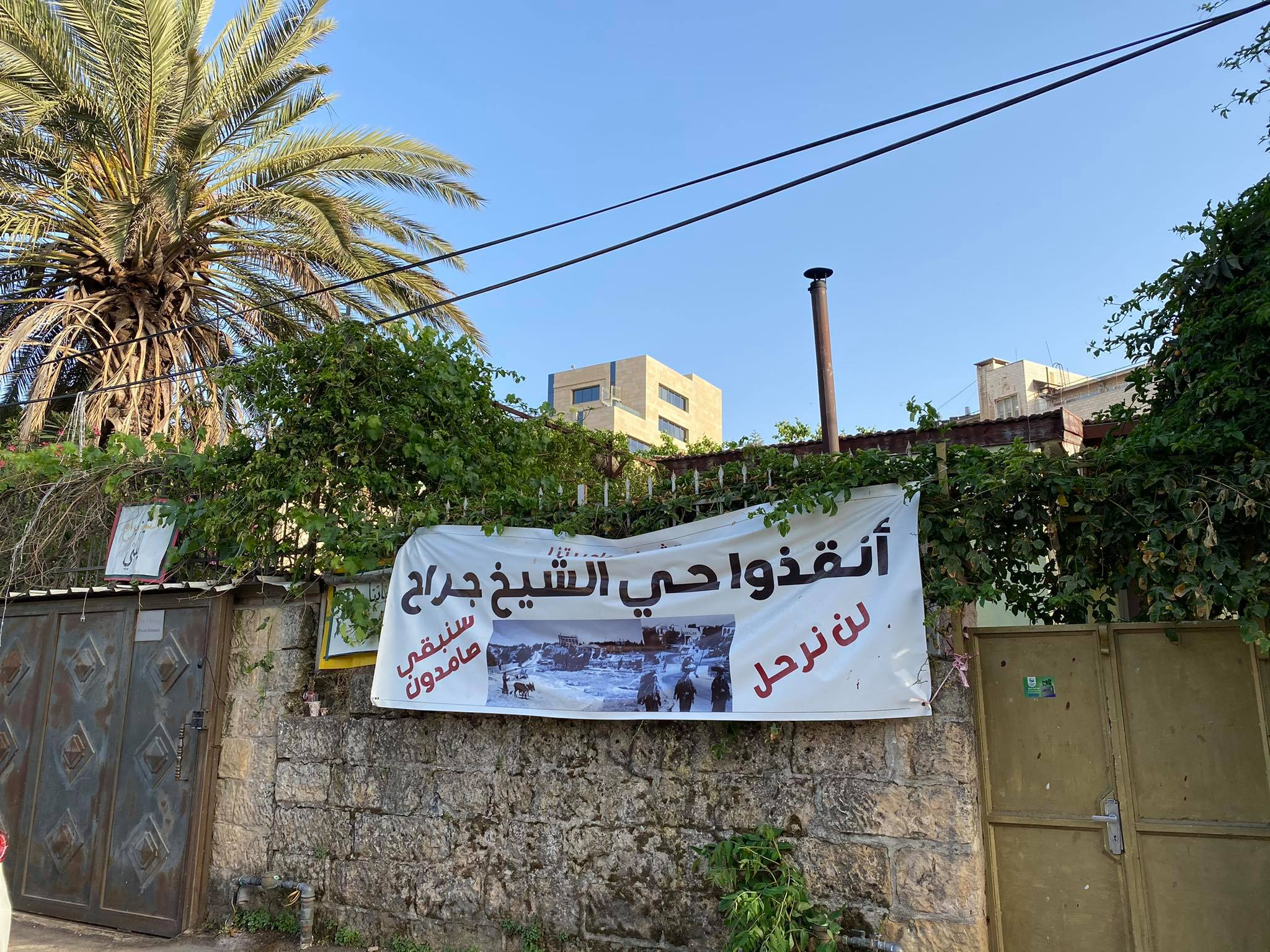
Banderole « Sauvez Cheik Jarrah » appendue aux murs du quartier (9 mai 2021).

Sis à Jérusalem-Est dont les Juifs ont été chassés en 1948, le quartier est considéré comme un microcosme du conflit israélo-palestinien : selon des documents ottomans présentés par l'organisation représentant les intérêts des propriétaires juifs, des terres y ont été achetées par des fiducies juives à des propriétaires terriens arabes dans les années 1870 et établissent un quartier à proximité de la tombe de Simon le Juste (en) mais la Jordanie y a installé, avec l’appui des Nations unies, vingt-huit familles arabes ayant fui l’État d’Israël.
À l’issue de la Guerre des Six Jours, Israël a rétabli sa souveraineté sur l'intégralité de Jérusalem, se hâte de déclarer la ville sa « capitale une et indivisible » et entreprend d'y « inverser les pourcentages d’habitants palestiniens d’un côté et juifs de l’autre ». Le quartier des Maghrébins est détruit, et des colonies juives sont construites autour de la ville. Cependant, les habitants arabes du quartier Shimon HaTzadik, qui le considèrent comme une extension de Cheikh Jarrah, fondé en 1865 près de la tombe d’Hussam al-Din al-Jarrahi (en), n’entendent pas quitter les lieux.
Un premier arrêt est rendu en 1974 en faveur des droits des descendants des Juifs expulsés mais la population arabe de Jérusalem, s’appuyant sur diverses résolutions de l’ONU, refuse cet état de faits. Or la Cour suprême d'Israël confirme en fin 2020 et début 2021 les verdicts antérieurs mais les familles palestiniennes — soutenues par diverses organisations de gauche dont l’Institut de Jérusalem pour la recherche politique (en), B'Tselem et Human Rights Watch — ont fait appel de cette décision,.
Kobi Shabtai — qui ne semble pas s’être montré à la hauteur des événements — accuse Ben-Gvir d’avoir délibérément versé de l’huile sur le feu et maintient ses propos au cours des jours suivants. L’intéressé, qui a notamment été enregistré pendant qu’il se moque d’un manifestant blessé par la police mais revenu sur les lieux pour protester, se défend toutefois de ces charges, et l’examen de sa messagerie téléphonique dévoilerait qu’il a, plutôt qu’échauffer les nerfs, voulu assurer l’établissement d’une présence policière en sa qualité de parlementaire pour protéger les Juifs du quartier ; il quitte les lieux environ vingt-quatre heures après son arrivée et cinq minutes après avoir obtenu que cette présence soit permanente, demandant la démission du chef de police qui ne ferait rien pour protéger les Juifs des émeutiers,. Cependant, des Juifs en armes seraient, aux dires de reporters de l’Agence France-Presse, demeurés sur les lieux.
Afin d’éviter l’escalade, la police asperge de Skunk l’ensemble des bâtisses afin d’en éloigner tous les belligérants, et le ministre de la Justice Benny Gantz ainsi que le conseiller juridique de l’État Avichaï Mandelblit demandent à la Cour suprême de reporter sa décision de trente jours. 
Le Ministre des Affaires étrangères iranien et son président entendent néanmoins attiser les flammes à l’approche de la Journée mondiale d'Al-Quds, assurant leur soutien à la cause palestinienne dans son combat contre la « base terroriste » sioniste dont l’Iran refuse de reconnaître l’existence.

## Une Journée de Jérusalem sous tension
L’atmosphère se tend de plus en plus à l’approche du 9 mai 2021, quand coïncident Laylat al-Qadr (Nuit du Destin) au cours de laquelle le prophète de l’islam aurait reçu le Coran, et Yom Yeroushalayim (Journée de Jérusalem) qui célèbre la réunification de la ville. Par conséquent, beaucoup de musulmans voudront se rendre dans la mosquée al-Aqsa tandis que des Juifs — pour la plupart jeunes et s’identifiant au sionisme religieux — voudront, selon une coutume du jour, parader avec des drapeaux d’Israël (en) dans l’ensemble de Jérusalem, y compris les quartiers en proie à des émeutes.
Or les esprits ne se sont pas calmés et des nouveaux affrontements ont lieu à Jumu'atul-Wida (en), le 7 mai. Selon un porte-parole de la mosquée, la police israélienne aurait voulu faire évacuer les quelque 70000 fidèles des lieux alors qu’il est de coutume d’y demeurer pendant le Ramadan, et certains auraient commencé à jeter des pierres, feux d’artifice et d’autres objets lourds qu’ils avaient précédemment entreposés. La police riposte à coup de grenades assourdissantes, gaz lacrymogènes et balles en caoutchouc, faisant de nombreux blessés parmi les manifestants dont 153 devront être hospitalisés. En Samarie, trois individus transportant des armes à feu et des armes blanches en vue d’un probable attentat, ouvrent le feu sur un poste des gardes-frontières qui ripostent et abattent deux assaillants, blessant grièvement le troisième.
Alors que la police entend empêcher l’arrivée de manifestants supplémentaires le 8 mai, des foules d’orants musulmans, encouragées par Moussa Abou Marzouk, l’un des chefs du Hamas qui accuse les Juifs de vouloir prendre la mosquée al-Aqsa, s’y sont rendues en masse. Les arrivants sont eux aussi munis d’objets contondants ou incendiaires qu’ils lancent sur les policiers israéliens. On y chante, ainsi qu’au campus de l’Université hébraïque et en d’autres endroits, des appels à libérer al-Aqsa et frapper Tel Aviv ; des passants sont blessés et des biens sont saccagés,. La police investit donc l’esplanade des Mosquées au lendemain, utilisant des grenades assourdissantes dont certaines atterrissent dans la mosquée, tandis que les émeutiers disposent de projectiles. Des scènes similaires ont lieu dans la ville de Nazareth, où une manifestation de soutien aux habitants de Cheikh Jarrah dégénère en confrontations avec la police, et à Haïfa où des habitants de la ville, de Tayibe et de Sakhnin protestent avec violences contre « l’invasion par les colons de l’esplanade des mosquées » (les Israéliens juifs seront qualifiés dans leur ensemble de mustawtinin, “colons,” au cours des jours et semaines suivants, qu’ils habitent au-delà ou en deçà de la ligne verte car dans une optique où tout le Moyen Orient, incluant la bande de terre entre la Méditerranée et le Jourdain, est arabe, tout l’état d’Israël est une terre occupée et tous ses habitants juifs sont des colons,,). Des bédouins (he) sortent sur les routes de Galilée, et la police recommande aux conducteurs juifs de ne pas y circuler à la tombée de la nuit, ce qui rappelle aux habitants les couvre-feux en vigueur lors de la pandémie de Covid-19.
Le lundi 10 mai 2021, au cours duquel doivent se tenir les principales festivités de la Journée de Jérusalem, s’ouvre avec d’autres perturbations sur le mont du Temple, et plusieurs incidents sont signalés à Jérusalem, parmi lesquels deux attaques de véhicules à coup de pierres — l’une d’elles s’accompagne d’une tentative de lynchage et une enfant de sept mois est blessée à la tête au cours de l’autre.
Le Premier Ministre d’Israël Benyamin Netanyahou — dont les adversaires de l’ensemble du spectre politique assurent être sur le point de monter un « gouvernement de changement » sous la houlette de Naftali Bennett et Yaïr Lapid, et auquel l’on reproche de reculer devant les violences arabes — réitère cependant sa volonté de garantir la liberté de culte et de mouvement pour tous, et Kobi Shabtai renforce les effectifs à Jérusalem. 
Il n’est initialement question que de limiter le nombre de participants à la Danse des Drapeaux afin de ne pas réitérer les conditions ayant conduit à la catastrophe de Meron. Cependant, les services de renseignement intérieur et militaire conseillent fortement, contra Shabtai et le ministre de l’Intérieur Amir Ohana, de modifier le parcours et d’éviter la porte de Damas en particulier ; le Premier Ministre s’y plie en dernière minute et l’organisateur de la Danse décide d’annuler la parade, ce qui est aussitôt salué par le Jihad islamique palestinien comme « une grande victoire pour les [Arabes] de [Jérusalem] ».
L’évènement final de la Danse qui devait s’achever au Mur occidental, est cependant maintenu, sur fond d’affrontements supplémentaires entre forces de l’ordre et émeutiers. Au cours de ceux-ci, un projectile incendiaire est lancé sur un arbre proche de la mosquée, et l’arbre prend feu. Un film circule sur les réseaux sociaux qui montre les jeunes Juifs danser extatiquement sur fond d’incendie tandis que retentit Zakhreni na, un succès de rock hassidique (en) qui met en musique Juges 16:28 (« Souviens-toi donc de moi et renforce-moi donc, seulement cette fois, Dieu, et que d’un seul coup je tire vengeance pour mes deux yeux, des Philistins ! ») ; Yair Wallach et Ayman Odeh accusent les danseurs de glapir au génocide — « Philistins » a souvent été remplacé dans des rassemblements nationalistes par « Palestine » — mais le film ne peut déterminer s’ils dansaient au moment ou à cause de l’incendie,, (il se dira aussi, parmi les fausses nouvelles colportées sur les réseaux sociaux, que l’incendie est le fait « du tir de bombes par les forces de l’occupation »).
Le Hamas qui revendique la responsabilité pour l’ensemble des évènements survenus depuis le Ramadan, émet le même jour un ultimatum à Israël de retirer toutes ses troupes du mont du Temple et de Cheikh Jarrah avant 18 heures, ce 10 mai. Quelques minutes après expiration, il tire une volée de 150 roquettes à tête lourde de type A-120 (A pour Ra’ad al-Attar, un cadre du Hamas de Rafah abattu en 2014, et 120 pour la portée du missile en kilomètres) dont — c’est une première depuis 2014 — 7 sur Jérusalem et Beit Shemesh ; un missile antichar est également tiré sur un véhicule civil par le Jihad islamique qui fait circuler les images (le conducteur, qui en était momentanément sorti pour photographier un drapeau d’Israël, s’en tire avec des blessures légères). L’opération Gardien des Murailles est alors déclenchée contre les organisations palestiniennes qui l’appelleront quant à elles Bataille Épée d’al-Quds (Saïf al-Quds, سيف القدس),,,.

## Évènements au cours des onze jours de combats entre Israël et Gaza
(mars 2025).
Les informations dans cet article sont mal organisées, redondantes, ou il existe des sections bien trop longues. Structurez-le ou soumettez des propositions en page de discussion.
Avec le temps, il arrive que le contenu présent dans un article devienne désordonné. Il est souvent nécessaire de réorganiser l'article de fond en comble.
- Il faut tout d’abord répartir le contenu de l'article en plusieurs sections. Les informations doivent ensuite être exposées clairement et le plus synthétiquement possible, regroupées par sujet afin d'éviter les doublons. Quelqu'un cherchant une information précise doit pouvoir la trouver rapidement en lisant la section appropriée.
- À l'intérieur de chaque section, le texte, souvent initialement sous la forme de phrases éparses, doit être regroupé dans des paragraphes de quelques lignes, en assurant un enchaînement logique et une cohérence entre les phrases.
- Lorsque l'article ou l'une de ses sections développe trop longuement un point qui n'est pas dans le cœur du sujet traité, il convient de faire une synthèse et de transférer l'ancien contenu dans des articles plus appropriés (en cas de transfert, il faut impérativement respecter la procédure Aide:Scission).

Si vous pensez que ces points ont été résolus, vous pouvez retirer ce bandeau et améliorer le plan d'un autre article.

### 10 mai

Théâtre des opérations - Israël et Cisjordanie.

Théâtre des opérations - bande de Gaza.

Au cours de la première nuit d’affrontements, Tsahal attaque par voie des airs plus de 130 cibles du Hamas et du Jihad islamique dans la bande de Gaza. Ces tirs causent la mort de 15 militants du Hamas et 9 mineurs selon un rapport du Croissant rouge mais le porte-parole de l’armée israélienne (en) estime que six de ces personnes de moins de 18 ans auraient été tués par des roquettes tirées par le Jihad islamique et retombées dans la bande de Gaza. Cependant, si les roquettes utilisées par les petits mouvements palestiniens sont produites localement, avec les matériaux du bord et sans aucune sophistication, il apparaît rapidement que le Hamas et le Jihad islamique ont acquis des missiles de leurs alliés syriens ou iraniens et que les performances de leur propre arsenal ont été, malgré leur production quasi-artisanale, améliorées avec l’aide officieuse de l’Iran : les projectiles causent plus de dommages et parviennent plus loin avec une plus grande précision,,. Ils sont de plus lancés en grappe afin de saturer le Dôme de Fer et causer le plus de dommages possibles en zones civiles. Bien que plus de 85% des tirs soient interceptés, des projectiles parviennent à forcer le barrage aérien et causer des dommages par impact direct dans les villes satellites de la bande (ils ne représentent, de plus, que l’un des volets des progrès du Hamas, qui a en outre renforcé ses capacités terrestres, maritimes et cybernétiques). Le ministre de la Défense Benny Gantz fait donc fermer les écoles dans un périmètre de 40 kilomètres avec possibilité de 40 kilomètres supplémentaires en fonction de la situation,.
Le sud n’est pas le seul point chaud d’Israël, secoué par des vagues de violence qui seront comparées par les témoins, des médias et le président de l’état d’Israël Reuven Rivlin, aux émeutes arabes de 1929, aux pogroms d’Europe de l’est, ou encore à la Nuit de Cristal. 
À Lod, une ville du centre du pays qui connaît un important taux de criminalité mais dont le maire Yaïr Revivo (he) s’enorgueillissait jusque-là d’une cohabitation entre Juifs et Arabes vieille de 70 ans, des Israéliens arabes — qui, nonobstant leur opposition politique au sionisme, s’abstenaient ordinairement de se joindre aux hostilités envers l’État hébreu, à l’exception de manifestations au cours de la seconde intifada en octobre 2000, où ils se déclarèrent « Palestiniens d’Israël » et exprimèrent leur solidarité avec ceux de Cisjordanie et de la bande de Gaza — descendent en masse dans les rues de la ville afin de « libérer Al-Aqsa par le feu et par le sang », mettent le feu à des poubelles, arrachent des feux et panneaux de signalisation, lapident des propriétés reconnaissables comme juives ou marquées comme telles par leurs voisins arabes, et retirent les drapeaux d’Israël pour leur substituer ceux de la Palestine. Un poste de mairie, des véhicules par dizaines, une synagogue, un hall d’étude et l’académie préparatoire militaire de Ramat Eshkol sont incendiés ; l’ensemble des livres saints qui s’y trouvent disparaissent dans les flammes, à l’exception des rouleaux de Torah que les étudiants sont parvenus à faire sortir,.

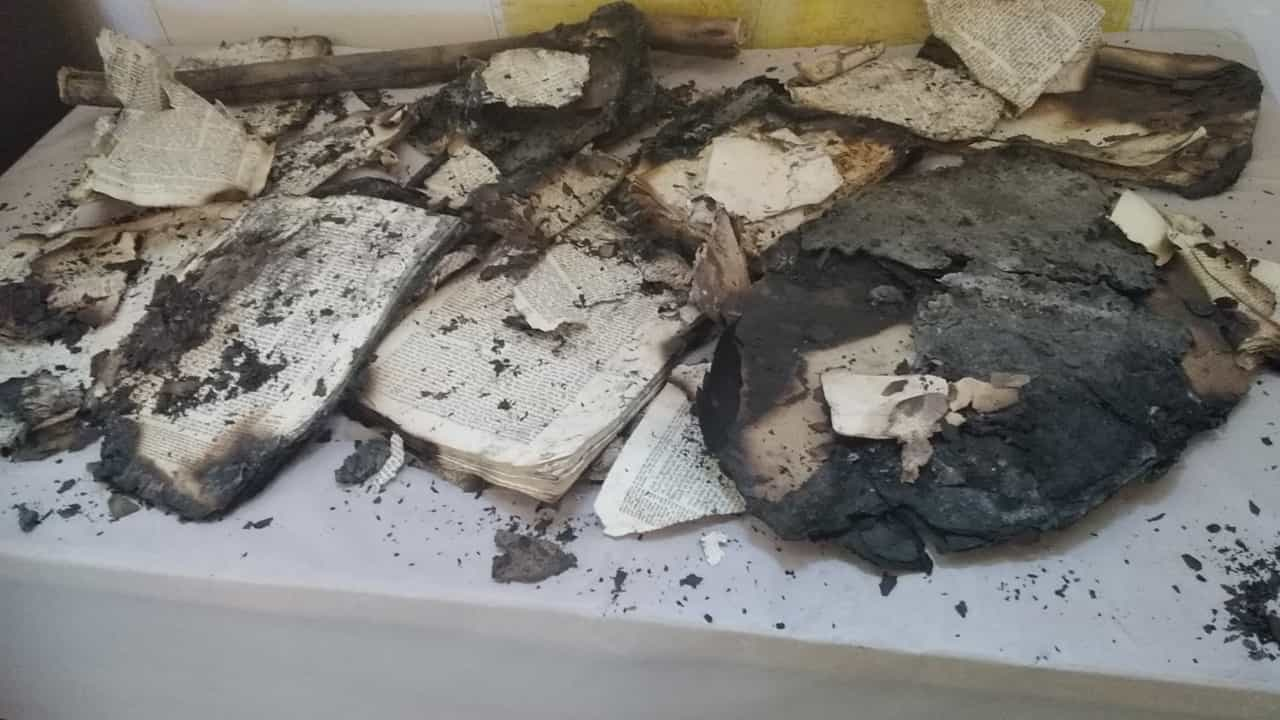
Restes carbonisés des livres saints brûlés à l’académie de Ramat Eshkol.

Quelque vingt personnes qui s’étaient réunies pour une soirée de chants en l’honneur de la Journée de Jérusalem et n’ont pas encore pris la mesure de la gravité des évènements, décide de se rendre avec des drapeaux israéliens dans le quartier des Hasmonéens, en raison de sa proximité avec Ramat Eshkol, pour manifester leur solidarité avec les voisins barricadés dont les messages de détresse emplissent les groupes Whatsapp. Ils choisissent d’ignorer les citoyens arabes qui les ont pris à partie, criant à l’expulsion et au massacre des Juifs ; leurs agresseurs se mettent alors à les bombarder de pierres avec une telle violence que la voiture de la coordinatrice de la soirée, dans laquelle cette dernière avait voulu se réfugier, prend feu. Débordée par les quelque 80 incidents qui éclatent à chaque heure, la police dont cinq membres seront blessés dans les affrontements avec les émeutiers au cours de la soirée, ne prend pas les appels ou leur oppose une fin de non-recevoir ; une quinzaine de résidents du quartier, dont plusieurs possèdent un permis de port d’arme, descend pour protéger les assiégés, parmi lesquels de nombreux mineurs. Il est près d’une heure du matin lorsque la foule arabe, armée de pierres et de bouteilles incendiaires, se rue sur les Juifs aux cris d’Allahu akbar. Elle ne s’arrête pas lorsque ces derniers tirent en l’air, et les tireurs abaissent alors leurs armes en direction de la foule,. Moussa Hassouna, 32 ans, s’écroule et un autre citoyen arabe est blessé. Arrivée sur les lieux après les évènements, la police disperse l’attroupement, les blessés sont transportés à l’hôpital Shamir et trois habitants juifs sont interpellés.

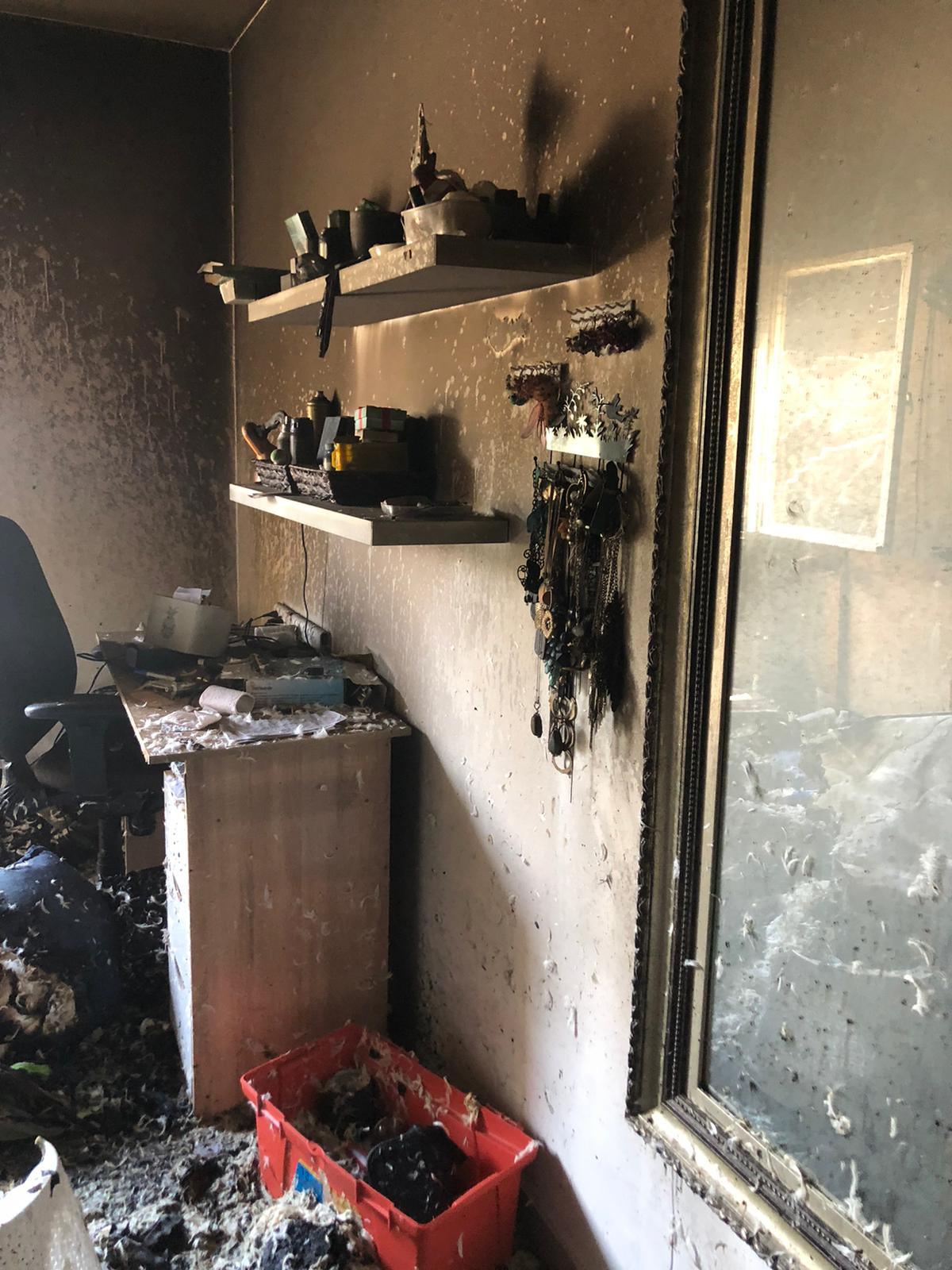
Une habitation juive de Lod effractée, vandalisée et incendiée.

Dans la ville voisine de Ramle, un autobus est vandalisé, et tout ce qui arbore des symboles religieux ou nationaux d’Israël, comme le commerce d’articles religieux juifs de la rue Herzl et diverses habitations, est pillé ou caillassé ; une synagogue est incendiée, ainsi que le cimetière juif. Les insurgés attaquent des passants et forces de l’ordre avec des projectiles incendiaires, enflammant des véhicules au passage. D’autres débordements se produisent ensuite à l’hôpital où Moussa Hassouna et les blessés des deux villes ont été transportés (des faits similaires avaient déjà été enregistrés en 2016, à l’annonce de la mort d’un patient) ; des centaines de factieux vandalisent les lieux et menacent de mort les patients ainsi que les membres du personnel hospitalier, en particulier ceux issus du secteur arabe, accusés de collusion avec l’ennemi. 
Des évènements de même nature ont lieu à Jaffa où des foules, venues manifester contre les actions de la police à Jérusalem et « la présence de colons sur le Mont du Temple », incendient des poubelles, détruisent des stations d’autobus et font, comme à Ramle, usage d’explosifs et feux d’artifice sur les policiers en présence. Un passant juif qui veut photographier les émeutes, est tabassé à coups de batte et de chaise par les manifestants.
Les manifestations se poursuivent aussi dans le nord du pays, où le poste de police de Kafr Manda (en) est pris d’assaut. Des feux de circulation sont arrachés, des pneus brûlés et des structures routières vandalisées à Umm al-Fahm et ailleurs, pour un montant estimé à des millions de shekalim (à la date du 26 mai 2021, la plupart des feux de circulation de la route 65 n’ont pas été rétablis en dépit des travaux de réparation entrepris au lendemain des déprédations, ce qui a augmenté le nombre d’accidents routiers : la veille, l’un d’eux s’est soldé par la mort d’Amana Abu Wasl, 68 ans, et a fait quatre blessés supplémentaires). 
Les bédouins du Néguev ne sont pas en reste : un automobiliste est attaqué à coups de pierres à Meitar tandis que des bandes partent à l’assaut de stations de police à Shaqib al-Salam (en), Rahat et Tel Sheva (en). Des lignes d’autobus sont attaquées, et une conductrice est extirpée de son véhicule sur l’échangeur de Shoqat pour être brûlée ; sauvée par un camionneur, elle sera escortée vers un poste de police,.

### 11 mai

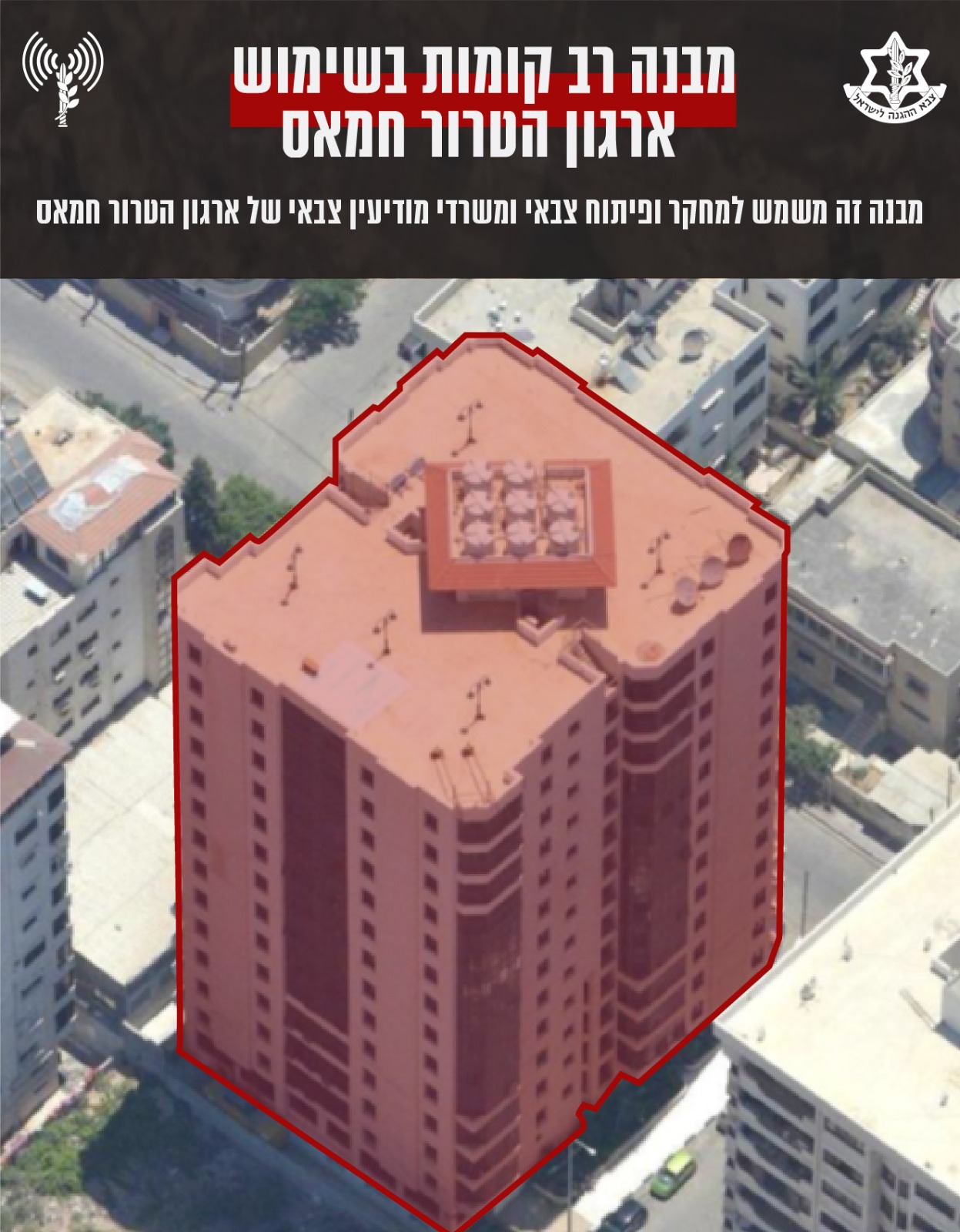
Document du porte-parole de l’armée, désignant la tour Hanadi comme un objectif de l’armée israélienne en raison des centres de recherche et développement militaire et des bureaux de renseignement militaire qu’elle abrite pour le compte du Hamas.

Au second jour de l’opération, Benny Gantz annonce la mobilisation de 7000 soldats réservistes, et des batteries de canons automoteurs Doher sont déployés le long de la frontière avec la bande de Gaza. Guidées par le service de renseignement intérieur, les frappes aériennes permettent d’éliminer un commando d’attaque par missile anti-tank et deux tireurs de roquettes dans la matinée, puis un commandant des Brigades Izz ad-Din al-Qassam et le responsable de la fabrication de fusées du Jihad islamique dans l’après-midi. À 18:36, quatre-vingts avions attaquent 150 cibles dont 50 à 70 fosses de lancement dans le nord de la bande, et le porte-parole de l’armée annonce l’élimination de personnages-clés des mouvements palestiniens ainsi que la neutralisation de trois divisions de cette région qui se trouveraient désormais dans l’impossibilité d’expédier la moindre roquette.

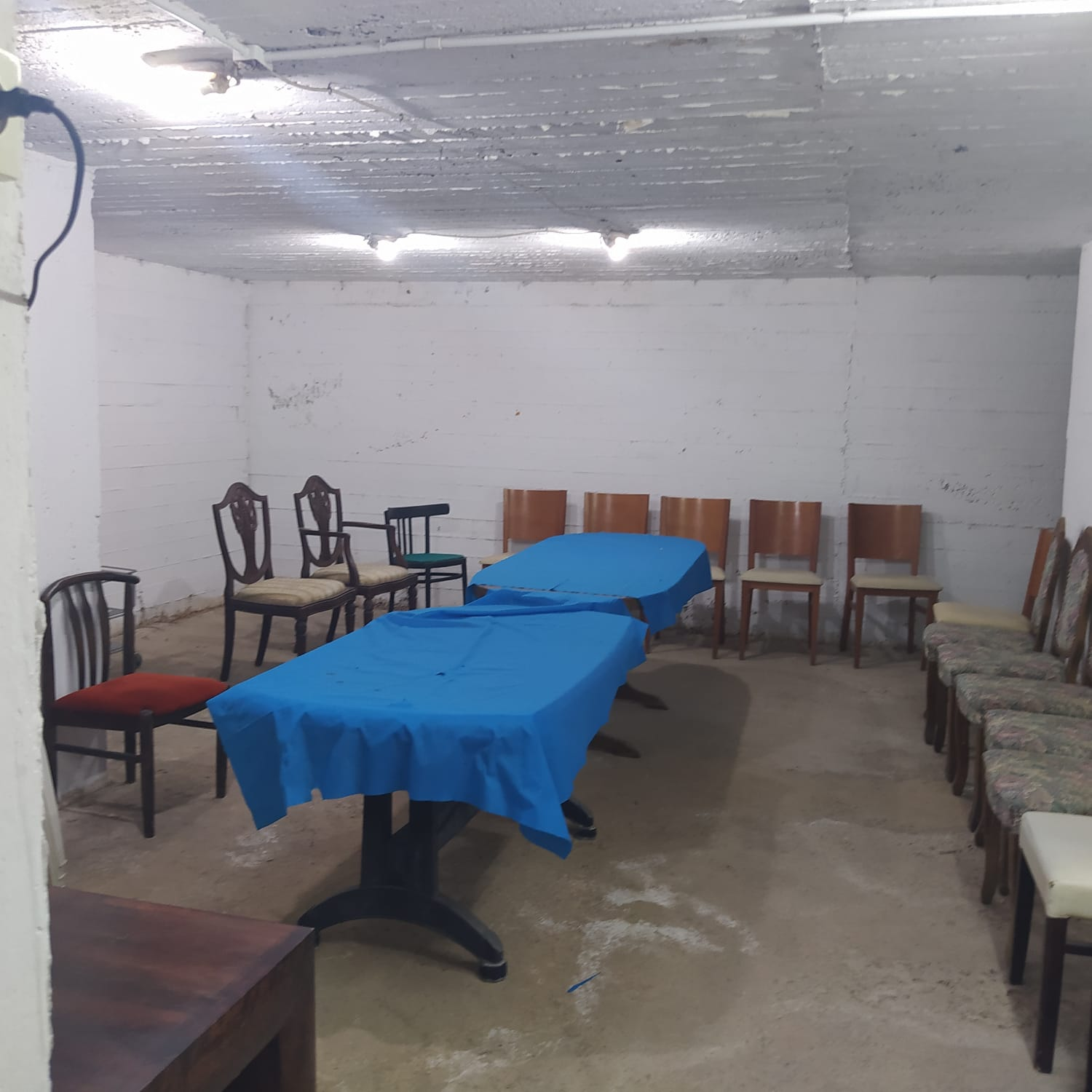
Abri anti-aérien collectif d’un ancien immeuble à Kfar Saba (les nouveaux immeubles sont, eux, pourvus d’un espace protégé dans les appartements). Ses habitants doivent, comme l’ensemble de la région de Tel Aviv, y descendre en moins de 90 secondes à chaque alerte rouge, et y demeurer 10 minutes après leur arrêt.

Cependant, les mouvements palestiniens qui n’ont pas arrêté de pilonner la bordure de Gaza et condamnent de ce fait les populations de villes entières à une vie de cloître et d’angoisse dans leurs abris, parviennent à frapper Ashkelon à la faveur d’une batterie Dôme de Fer défaillante qui n’intercepte pas les nombreux lancers, et font leurs premières victimes : Soumiya Santosh, 31 ans, auxiliaire de vie, est tuée sur le coup tandis que sa patiente de 80 ans, Naomi Pearlman, est grièvement blessée (et décède de ses blessures le 6 février 2022). La Défense passive enjoint les citoyens d’Ashkelon à ne pas sortir de leurs abris jusqu’à réparation de la batterie, et on lui en adjoint une autre par précaution,,. Par ailleurs, le Hamas menace de faire feu sur la région de Tel Aviv à 21 heures après qu’Israël abat — après plusieurs avertissements et coups de semonce pour minimiser les victimes civiles — la tour Hanadi, un immeuble mi-résidentiel mi-commercial de 13 étages à Gaza qui abritait, selon l'armée israélienne, le quartier général du renseignement du Hamas, celui de la Cisjordanie, le département de l’information et la brigade du Hamas à Gaza. À 20:46, le Hamas — qui avait déjà montré sa capacité à atteindre Tel Aviv et sa banlieue en 2019 — effectue un tir sans précédent dans les affrontements antérieurs où plus de 500 roquettes de type A120, J80, J90, M75 et SH85, sont envoyées sur la région du centre, dont 137 en moins de 5 min,.

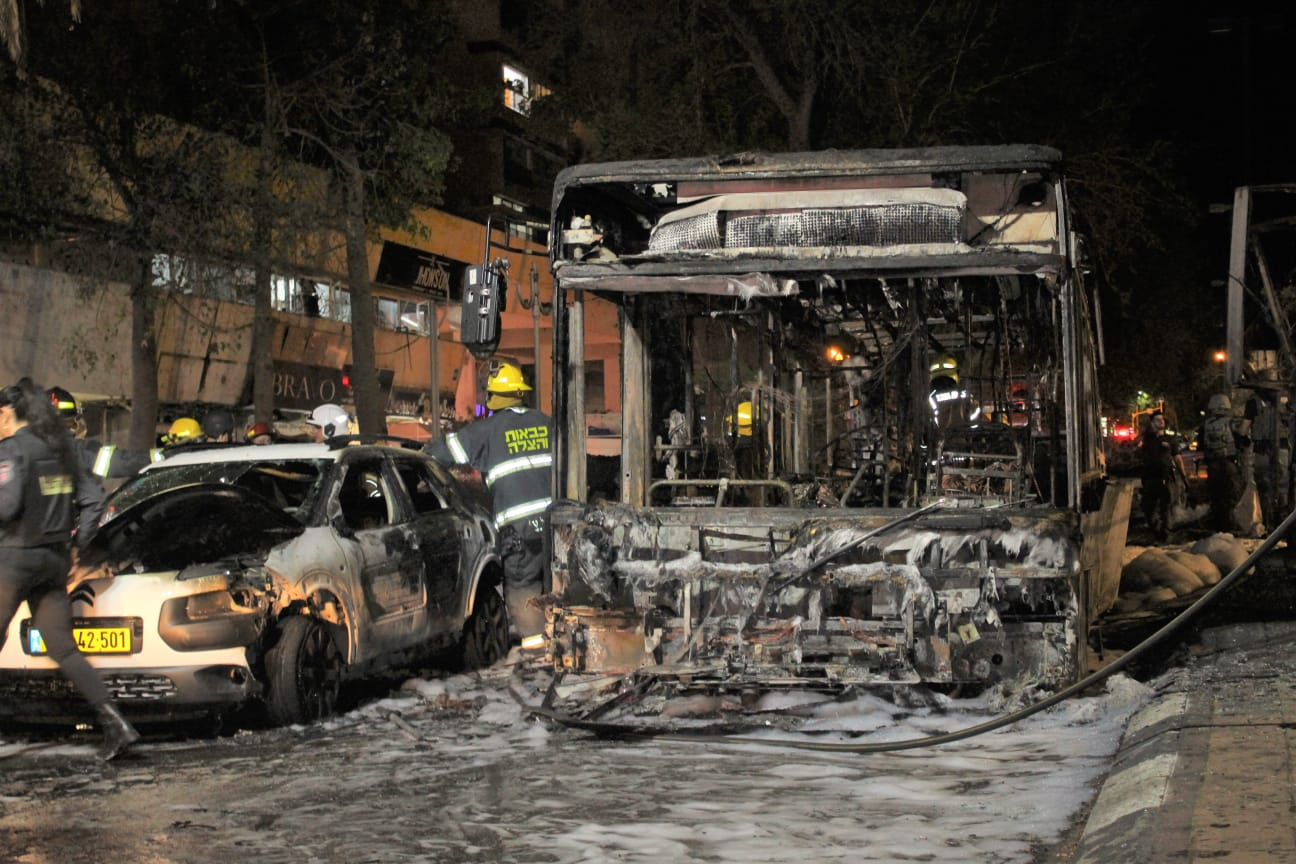
Impact d’une roquette sur un bus à Holon le 11 mai 2021 ; l’explosion qui en résulte, détruit les voitures adjacentes (photographié par Yoav Keren).

Une partie de ces roquettes explose dans la bande de Gaza et y alourdit le bilan civil (huit des neuf morts d’enfants en ce jour, seraient dues à des tirs palestiniens ; Mohammad Saber Ibrahim Suleiman, 15 ans, se trouve aux côtés de son père, commandant du Hamas) mais la plupart atteignent le ciel de la métropole de Tel Aviv, et les alertes retentissent jusqu’au Sharon. 
Hormis les dégâts considérables que cause la chute de ces « feux d’artifice » ou de leurs débris interceptés (une classe de cours est complètement détruite à Ashkelon, un parking est endommagé dans le nord de Tel Aviv), ils sont les plus létaux jamais envoyés par le Hamas : une roquette s’abat directement sur un bus à Holon, faisant 7 blessés dans l’explosion qui en résulte ; d’autres tombent sur Givatayim et Rishon LeZion, tuant Léa Yom-Tov, 63 ans, et faisant quatre blessés ; sa voisine, Ilana Cohen, 76 ans, décède dans la nuit de ce qu’elle a pris pour une attaque de panique mais qui se révèle être une crise cardiaque consécutive au choc. Orly Liron, 52 ans, chute en courant vers l’abri du moshav Netaïm, et en est grièvement blessée ; elle décède deux jours plus tard,. 
Le trafic aérien est interrompu et les vols à destination d’Israël sont détournés vers l’île de Chypre et la Grèce puis, le lendemain, vers l’aéroport d’Eilat. Une roquette frappe l’un des oléoducs d’Ashkelon qui prend feu, sans interrompre l’activité de la centrale électrique.
Ces évènements se produisent dans le même climat de peur, propice aux fausses rumeurs — des messages, parfois agrémentés de vidéos ou d’images, circulent allègrement sur les réseaux sociaux, aux côtés de scènes extraordinaires mais bien réelles des dernières actualités, pour avertir que « des Arabes se faisant passer pour des Juifs, frappent aux portes de Ramat Gan » et d’autres pour prétendre que « les Arabes sont informés par SMS » ou autrement mais, en tout cas, par avance des temps et lieux des volées planifiées etc. —, et de violence que la veille : à Lod, où les familles juives des zones d’émeutes ou des quartiers à population mixte ont été préventivement évacuées, les troubles débutent à 15:00, lorsque la dépouille de Moussa Hassouna — que le cortège funèbre, les politiciens arabes et certains journalistes tiennent pour l’innocent martyr d’insurgés juifs dont il faut à présent venger le sang mais qui était, selon les témoins juifs des évènements, un émeutier fauché en pleine action, et qu’une vidéo des évènements montre parmi des lanceurs de pierre — est conduite au cimetière musulman ; des membres de la procession manquent de lyncher un cadreur de la 20e chaîne et affrontent la police qui, après avoir riposté avec des grenades assourdissantes et des tirs à balles en caoutchouc, est obligée de se retirer lorsque deux policiers sont blessés ; elle préfère ensuite éviter les confrontations,.

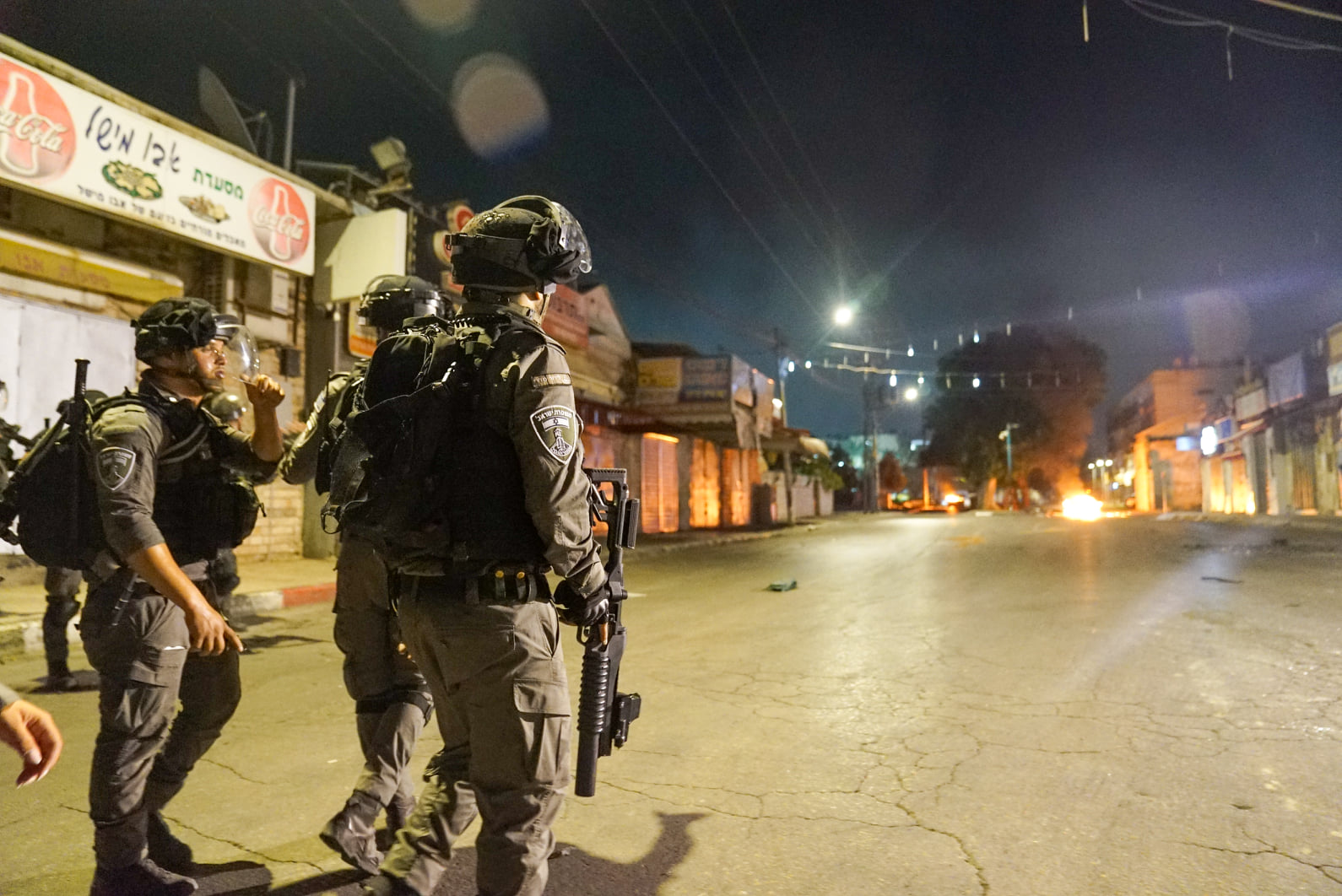
Les forces de garde-frontière viennent renforcer les effectifs de la police israélienne dans la ville de Lod, le 11 mai 2021.

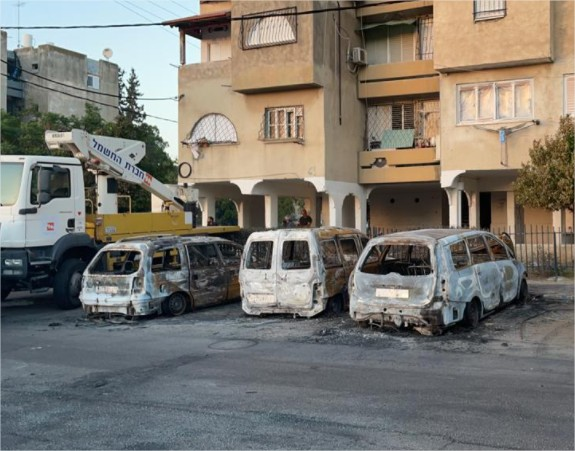
Épaves de voitures brûlées à Lod (photographie prise le 12 mai, au lendemain des émeutes nocturnes).

Les émeutiers qui se comptent par centaines, et dont beaucoup ne sont apparemment pas de la ville, s’en donnent alors à cœur joie : scandant les chants guerriers de l’islam qui promettent aux Juifs le sort de leurs congénères à l’issue de la bataille de Khaybar, des bandes écument les rues de Lod, agressent des passants juifs, saccagent le musée de mosaïque nouvellement inauguré et ses pièces bimillénaires qui faisaient partie de l’héritage culturel de la ville, incendient une autre synagogue et des dizaines de véhicules, lancent pierres et bouteilles incendiaires sur les biens et habitations marqués ou dénoncés comme juifs, et dont les occupants terrifiés doivent être évacués par la police en laissant leurs biens à la merci des voleurs et pilleurs,,,. 
Igal Yehoshoua, un résident sans histoire de Ganei Aviv âgé de 56 ans, rentre chez lui en voiture lorsque des individus lui barrent la route et, l’ayant identifié comme Juif, brisent les pare-brise à coups de briques qui le blessent à la tête, à la suite de quoi des émeutiers parviennent sur les lieux et se joignent à la curée ; après avoir été lynché par huit personnes (six citoyens israéliens et deux Palestiniens), l’homme — qui, aux dires de son frère, ne se sentait pas concerné par la déferlante, et se figurait qu’il lui suffirait de se faire reconnaître pour faire cesser net l’agression — parvient au seuil de son domicile où il s’effondre. Évacué par ambulance en état critique, il décède le 17 mai à l’hôpital et, étant inscrit comme donneur d’organes, fait don de ses reins à une patiente arabe qui n’a depuis cessé de plaider pour la paix,. 
Yaïr Revivo annonce que la municipalité a totalement perdu le contrôle de la situation, et presse le premier ministre de déclarer l’état d’urgence sur la ville sous peine d’y voir se déclencher une guerre civile car les habitants juifs, se sentant abandonnés par la police, commencent à s’organiser en comités de défense, épaulés par un groupe venu de la colonie de Yitzhar (l’un de ces volontaires raconte que des policiers requièrent leur escorte pour se rendre sur un point chaud). Après avoir soumis la question au conseiller juridique de l’État, Benyamin Netanyahou se rend dans la ville, assurant des mesures fortes contre « l’anarchie des émeutiers que nous ne pouvons accepter » ; à défaut de renforts militaires, des unités des gardes-frontières viennent rejoindre les policiers, et Kobi Shabtai annonce qu’il établit lui aussi ses quartiers dans la ville tandis qu’Amir Ohana ne s’exprime pas sur les émeutes mais critique le maintien en détention du citoyen juif arrêté la veille, à l’instar d’autres personnalités de droite dont Naftali Bennett, et de contre-manifestants venus devant le tribunal pour soutenir les forces de l’ordre dans leur lutte contre le terrorisme, car cet homme soupçonné de meurtre par la police a agi, selon eux, en état de légitime défense,,,,.
Les scènes d’anarchie sont encore plus fortes à Ramle où les centaines d’émeutiers arabes ne sont plus seuls à enflammer la ville : des centaines d’activistes juifs de droite qui ont répondu à l’appel de Ben-Gvir, sont harangués par Gopstein, et entendent leur rendre la pareille mais la police s’y oppose et monte des barrages qui empêchent la confrontation. Chahutant une équipe de reportage, ils lancent des pierres sur des conducteurs identifiés comme arabes. Des propriétés juives sont endommagées ainsi que la maison d’un citoyen arabe, des synagogues sont incendiées ainsi que le cimetière musulman. Les manifestants juifs seront dispersés par la police à coup de grenades assourdissantes,,,.
À Umm al-Fahm, Haïfa, Qalansawe, Baqa al-Gharbiyye, Abou Snan (en), Basmat Tab'un (en), Tayibe et partout où les bombes ne tombent pas, les lapidations, blocages de route, combustions de pneus et autres gestes se multiplient en soutien à Gaza et à Cheikh Jarrah, où des centaines de manifestants agitent des banderoles aux slogans nationalistes en lançant des pierres sur la police tandis que des centaines de militants de gauche protestent à Jérusalem contre les violences policières. Interrogé par un journaliste, un citoyen arabe d’Acre justifie lui aussi les actes des émeutiers qui ont brûlé une station de police et lancé des pierres sur les forces de l’ordre, par les actes de la police à al-Aqsa. D’autres s’attaquent au restaurant et à l’hôtel Effendi d’Oury Yirmias (he) qui les considérait comme symboles de la coexistence ; Avi Har-even (he), ancien directeur de l’agence aérospatiale israélienne qui y logeait, est grièvement brûlé,,,, et décède moins d’un mois plus tard. Ceux des émeutiers qui ont été arrêtés par la police, dont plusieurs sont mineurs, seront pour la plupart relâchés rapidement car « il est impossible de leur attribuer tous les dégâts ».
Dans le sud du pays, environ deux cents personnes arborant le drapeau palestinien, manifestent à proximité de l’université Ben Gourion de Beersheva contre l’intervention de l’armée à Gaza ; des citoyens juifs de la ville arrivent sur le campus pour protester contre cette manifestation, et certains lancent des pierres sur les voitures dont ils supposent les conducteurs arabes, apparemment d’après la marque des véhicules. À l’hôpital Soroka, les manifestations dégénèrent également lorsqu’un manifestant arabe de 18 ans poignarde un manifestant juif.
À 2:50 du matin, un autre tir en rafale est lancé depuis Gaza à tous azimuts, atteignant pour la première fois Beersheva et, une nouvelle fois, la région du centre. Une habitante de Lod qui a rejoint l’abri anti-aérien public, remarque qu’elle se trouve à côté du voisin arabe qui a désigné sa voiture comme juive aux émeutiers ; une roquette frappe de plein fouet une maison dans le village non-reconnu (en) de Dahmash en bordure de Lod, tuant Khalil Awad, 52 ans, et Nadeen Awad, sa fille de 16 ans. Yaïr Revivo rappelle aux habitants de Lod que les engins de mort du Hamas ne font pas la distinction entre Juifs et Arabes,.

### 12 mai

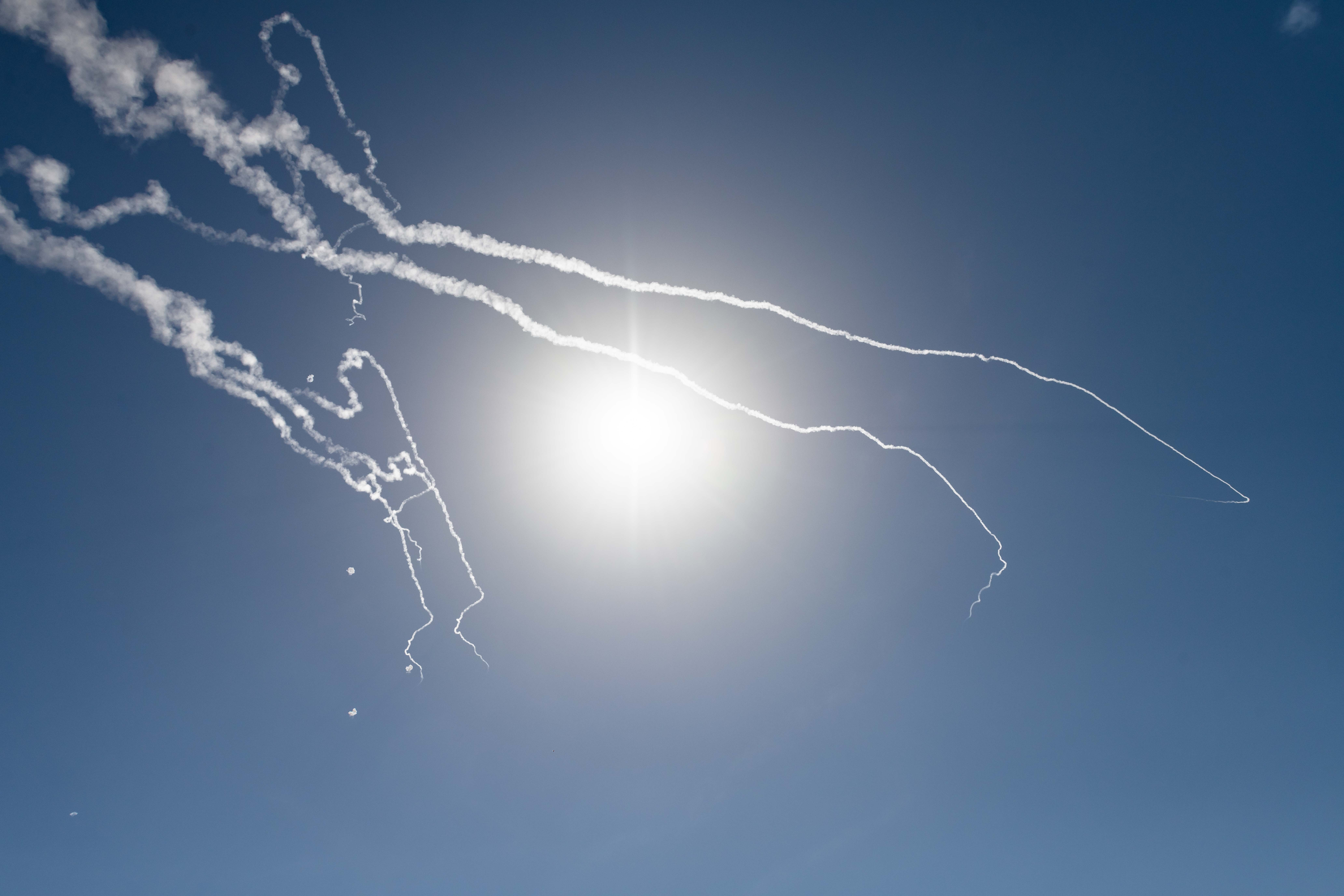
Interception d’une roquette par le système Dôme de Fer.

Après les tirs de la nuit, l’aviation israélienne repart de plus belle, abattant des immeubles utilisés par le Hamas, les maisons de hauts responsables militaires du mouvement et des fosses de lancement, en faisant à chaque fois son possible pour éviter les pertes civiles. Au matin, une unité de missiles anti-char fait feu sur une jeep stationnée dans la bordure de Gaza, tuant le sergent Omer Tabib, 21 ans, et blessant grièvement deux autres soldats.
L’armée détruit la maison d’une personnalité haut placée qui se double d’une cache d’armes, anéantit dans l’après-midi des batteries de lancement dirigées vers Ashdod et Ashkelon, lesquelles continuent d’essuyer le feu ininterrompu des mouvements palestiniens, ainsi que deux unités de missiles anti-char et une unité s’apprêtant à lancer un drone suicide. À quatorze heures, le porte-parole de l’armée annonce l’élimination ciblée de plusieurs militants proches de Mohammed Deïf ainsi que de cadres de la section R & D ; les documents saisis auprès du chef du département cyber du Hamas, font craindre à l’armée israélienne que le Hamas améliore la précision de ses engins en piratant les webcams personnelles et systèmes de surveillance des habitants de la bordure de Gaza. En soirée, une autre unité de missiles anti-chars relevant du Jihad islamique est neutralisée, et la tour A-Shourouk, un bâtiment de quatorze étages utilisé par le Hamas pour le renseignement militaire et les communications, est démoli. Les alertes retentissent une nouvelle fois dans le centre du pays, et le Hamas qui aura tiré plus de 1 200 roquettes sur Israël entre le 10 et le 12 mai, fait une nouvelle victime dans le sud du pays : Ido Avigal, 5 ans, se trouve dans l’espace protégé de son appartement de Sderot lorsqu’un débris de roquette interceptée, transperce la fenêtre blindée et fait exploser la vitre qui servait de calfeutrage en cas d’attaque chimique ; grièvement blessés par les éclats, la mère et l’enfant sont transportés à l’hôpital où ce dernier décède de ses blessures. Le cabinet de sécurité décide alors d’une escalade dans les frappes sur Gaza,,,.
À Lod, où l’état d’urgence a été déclaré, Benny Gantz n’a pas autorisé l’intervention de l’armée réclamée par Benyamin Netanyahou et de nombreux ministres, mais un couvre-feu est imposé de 20:00 à 4:00 afin de faire baisser les flammes. Des heurts éclatent avant même sa mise en application, impliquant des Arabes, des Juifs de droite voire de droite radicale, et les forces de l’ordre qui tentent de les séparer,. 
Pendant le couvre-feu, des jeunes Arabes — ceux-là mêmes qui étaient bien connus des forces de l’ordre, et dont le maire dénonçait l’audace voire l’effronterie dans leurs activités criminelles mais dont la violence n’avait jusqu’alors pas de caractère nationaliste — répondent à l’appel du muezzin de Lod et continuent à affronter les gardes-frontières ; la violence monte d’un cran lorsqu’ils se mettent à tirer à balles réelles sur le tout-venant, et blessent un citoyen juif. Pendant ce temps, des émeutiers juifs agressent un citoyen arabe à coups de pierres, objets contondants et tranchants, une citoyenne arabe de 33 ans, enceinte, est blessée à la tête et doit être emmenée à l’hôpital pour y être accouchée.

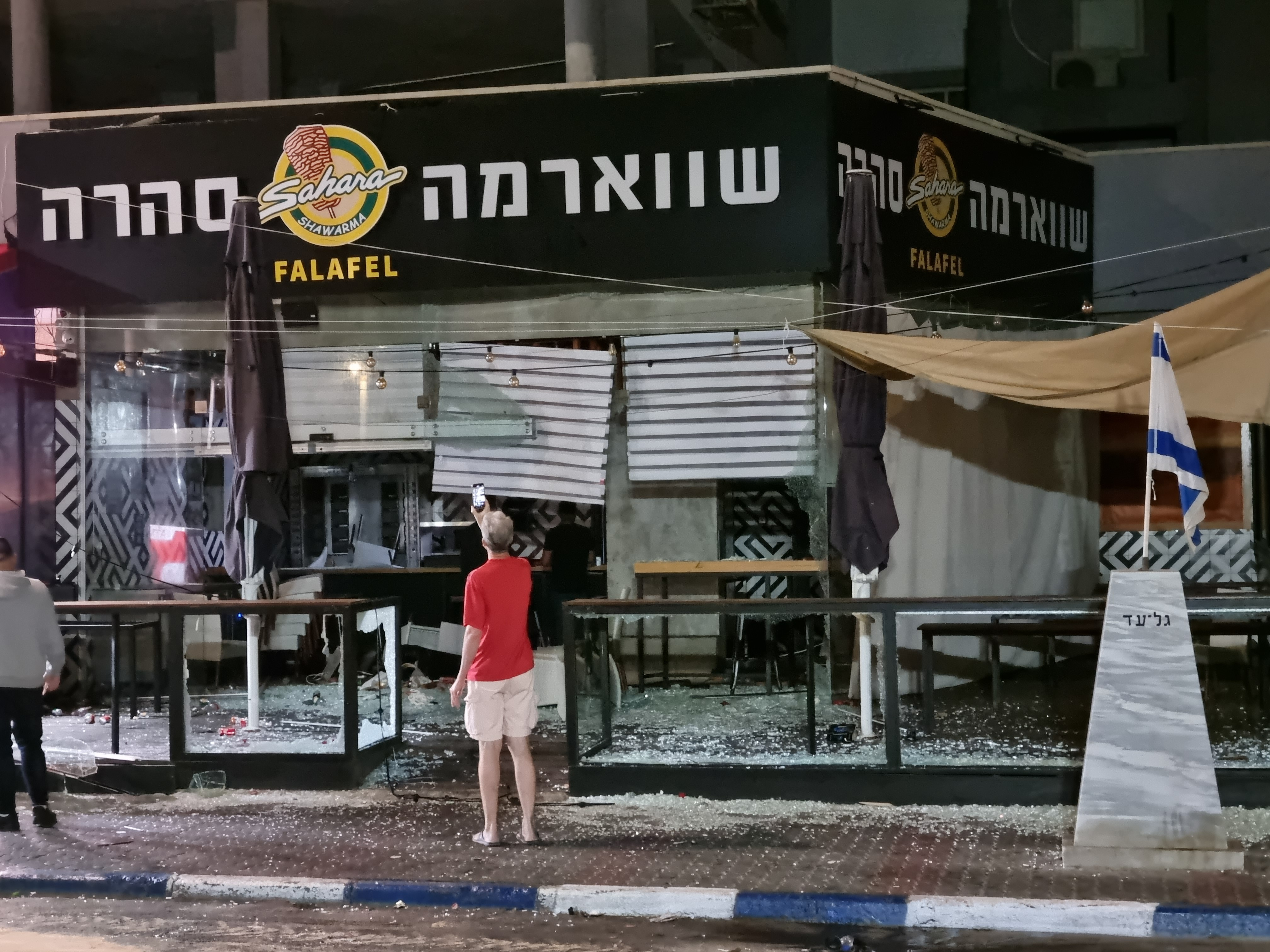
Un commerce tenu par un Israélien arabe, dévasté par des Israéliens juifs à Bat Yam.

Dans la ville de Bat Yam, des dizaines d’adhérents juifs à La Familia (he), l'organisation juive de supporters ultras du Beitar Jérusalem Football Club se concertent sur les réseaux sociaux pour marcher sur Jaffa avec l’intention de « restaurer la dignité juive » mais la police s’y oppose et ils se détournent vers la promenade maritime. Les devantures des commerces détenus par des Israéliens arabes — certains sont chrétiens — sont vandalisées, et les magasins mis à sac. Un journaliste de la onzième chaîne, présent sur les lieux, décrit l’arrivée d’une voiture conduite par un Arabe qui se dirige vers les manifestants en accélérant, et « dont il n’est pas clair s’il a voulu foncer [sur eux] ou s’il a perdu le contrôle de son véhicule » (l’analyse des images infirmera la première hypothèse). L’automobiliste est extrait de l’habitacle et lynché à coups de pied, de poing et de drapeau d’Israël en guise de massue par la foule — dont certains membres arborent des vêtements juifs — qu’un factotum isolé tente en vain de disperser,. La classe politique juive de tout le spectre condamne immédiatement, et avec une rare unanimité, ce lynchage, de même que le primat de Sion (he) Yitzhak Yosef et le grand-rabbin ashkénaze David Lau.
Filmé en direct, ce segment d’information occupe la majorité du temps d’écoute pour cette raison, et ne laisse qu’un filet aux nombreux évènements qui se sont produits dans la même soirée : à Jérusalem où des manifestations violentes se poursuivent quotidiennement à Cheikh Jarrah, un travailleur arabe de 25 ans est poignardé par un groupe de manifestants juifs, ; à Herzliya, un chauffeur arabe de 60 ans est violemment agressé (promptement arrêtés par le Shin Beth, les perpétrateurs sont maintenus au secret et l’affaire n’est connue qu’à la conclusion du jugement, un mois plus tard) ; à Haïfa, autre modèle de coexistence brisée, un terrain de stationnement est incendié à proximité d’un pâté juif ultra-orthodoxe, et près de soixante personnes doivent être hospitalisées, un conducteur arabe est attaqué par la foule et parvient à s’échapper en écrasant au passage l’un de ses assaillants ; à Acre, les manifestants arabes continuent à brûler des hôtels, détruisent les installations ferroviaires, affrontent la police (l’un d’eux à balles réelles), et trois Israéliens juifs se font lyncher : Mordekhaï Katz est écharpé dans la même rue que le rabbin Elad Barzilay, un instituteur qui était venu pour empêcher ses élèves de participer aux manifestations quand il a été attaqué,,,, et Mor Janashvili rendait visite à sa mère dans l’un des quartiers mixtes de la ville lorsque des dizaines voire des centaines d’Arabes extatiques ont remarqué le drapeau d’Israël qui orne sa voiture ; caillassé tant et si bien qu’il perd le contrôle du véhicule — écrasant même l’un des assaillants —, il est poursuivi aux cris de « Mort aux Juifs » alors qu’il tente de se réfugier dans l’appartement de sa mère, et passé à tabac avec tout ce qui tombe sous la main des émeutiers avant d’être sauvé par des voisins arabes,. Une famille juive échappe de peu au même sort à Kafr Qara, et un autre conducteur juif est sauvé d’une tentative similaire par des membres de l’association de secours arabe Al-Zahraoui après être entré par erreur à Tamra en suivant son assistant de navigation, ; des manifestations violentes, caillassages et tentatives de lynchage ont lieu à Binyamina, Jisr az-Zarqa (en) et Tibériade, entraînant la fermeture de plusieurs routes en Galilée après que des manifestants arabes les ont bloquées, incendiant des pneus et lançant des pierres sur les voitures et leurs conducteurs ; la police disperse des manifestants juifs qui en font de même à Kiryat-Ata et en arrête à Or Aqiva, ; à Umm al-Fahm, un garde-frontière est blessé par balles alors qu’il sondait les lieux à la recherche d’un lanceur de bouteilles incendiaires, et les émeutiers attaquent l’ambulance arrivée à son secours. Divers troubles ont lieu à Houra (en) et Rahat, où un palier est franchi lorsque les émeutiers bédouins font usage, pour la première fois, d’armes à feu
Cette sélectivité dans le traitement de l’information rehausse le débat en Israël sur l’objectivité des journalistes et de leurs comptes-rendus : beaucoup veulent établir, avant même les évènements de Bat Yam, une symétrie dans les faits entre les émeutiers juifs et arabes — certains avaient voulu y inclure le tireur juif de Lod, qui sera relâché le lendemain avec ses co-détenus — et l’arrestation de ces éléments perturbateurs mais minoritaires dans la société israélienne, serait le premier pas dans le retour à la coexistence ou au silence qui prévalaient avant les évènements,. 
D’autres s’insurgent contre l’artificialité de cette représentation qui voudrait transformer les émeutes en « violences communautaires » propres aux villes « mixtes » (du côté arabe, on préfère à ce vocable celui de « bi-nationales ») : la violence n’y est pas limitée, comme l’illustre l’anecdote d’Itay Turgeman (he), un acteur qui « tremble de peur » et n’en revient pas d’avoir été verbalement agressé « au cœur de Tel Aviv », bastion de la gauche politique et de l’amitié entre les peuples alors qu’il avait innocemment demandé son chemin à un motocycliste de passage ; elle ne répond pas au critère d’interchangeabilité qui caractérise la symétrie car les exactions de Juifs sont le fait d’une frange prompte au coup de poing, en particulier dans les meetings et manifestations politiques, alors que la poussée de fièvre révoltière a touché de larges pans de la population arabe, et non pas seulement ses extrêmes ; les Juifs ont, de plus, réagi à la violence arabe qui, elle, ne répondait pas à une violence juive — il n’y a eu aucune agression d’Arabes par des Juifs le lundi 10 mai 2021, et il ne s’y trouvait aucun « élément externe » à Lod qu’on puisse rendre responsable de telles agressions. Les appels à la destruction pure et simple d’Israël ne sont pas tant la vocifération d’une volonté politique (bien que les revendications arabes ou palestiniennes en épousent volontiers les formes) que d’une indignation théologique, prégnante dans l’ensemble de la population arabo-musulmane d’Israël, indépendamment de son degré de pratique ; il n’y a pas davantage proportionnalité dans le nombre des méfaits commis car ils sont à l’immense majorité le fait des citoyens musulmans, ainsi que le démontre un bilan établi une semaine plus tard,,,. En outre, et hormis des voix isolées qui appellent au calme comme Lucy Aharish, leurs représentants sur les plateaux télévisés et dans les partis politiques n’ont de mots sévères que pour les Juifs dont « [les] larmes ne sont pas plus salées que celles des [Gazaouites] » et qui sont toujours, sinon les auteurs, les fauteurs des troubles qui déchirent le pays ; ils auraient inventé de toutes pièces un pseudo-vivre-ensemble, cache-sexe d’une longue suite d’humiliations, discriminations, spoliations et expropriations d’une population qui clame sa palestinité et revendique la terre sur laquelle elle vit comme fondamentalement arabe,,. 
Ce n’est qu’après l’admonestation sévère de Reuven Rivlin sur le « silence coupable des autorités » arabes à la vue des « images de pogrom à Lod et [des] émeutes à travers Israël, perpétrées par une masse arabe enflammée et assoiffée de sang, qui a porté atteinte à autrui, à leurs biens et a même profané les lieux saints d’Israël, [compromettant] la bonne entente dans l’état et le pays », qu’une timide injonction à demeurer dans les bornes de la légalité apparaît chez les chefs des partis arabes, lesquels s’affichaient volontiers parmi les manifestants le jour précédent. Benny Gantz s’entretient avec quelque 30 autorités juives comme arabes de l’ensemble du pays, aboutissant à une série de déclarations conjointement signées appelant à l’apaisement des esprits, au maintien de relations de bon voisinage, de la sécurité des résidents et de l’entraide mutuelle. Mansour Abbas, le dirigeant de la Liste arabe unie qui avait mis fin aux tractations pour la formation d’un gouvernement dès le 10 mai, est le plus vocal dans ses appels au calme ; la foule à laquelle il s’adresse le somme vocalement de se taire.

### 13 mai

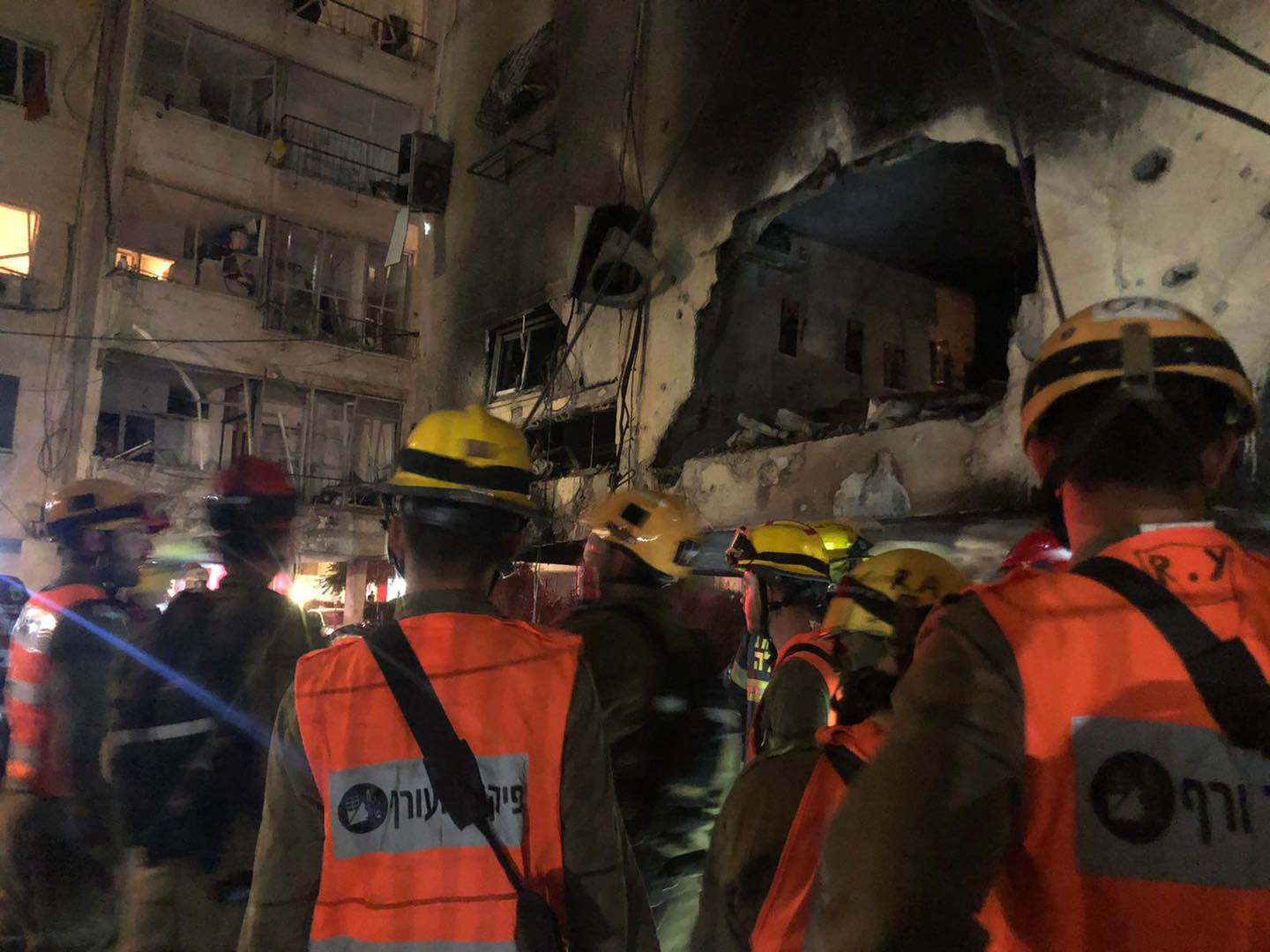
Les forces de secours israéliennes à la manœuvre à Petah Tikva.

Dans la nuit du 12 au 13 mai, le Hamas fait feu sur la région du centre, éventrant une habitation à Petah Tikva, causant un incendie qui s’étend aux alentours immédiats et faisant cinq blessés. L’armée israélienne bombarde alors quelque 600 objectifs, abattant la banque centrale du Hamas, deux bâtiments du siège de la sécurité intérieure à Gaza, la maison d’un commandant de bataillon du Hamas et une escouade de sa section navale ; le ministère de la santé gazaouie rapporte 67 morts (dont 17 enfants) et 388 blessés (dont 50 femmes et 115 enfants) depuis le début des opérations. 
Le porte-parole de l’armée assure que la plupart des chaînes de production des missiles, tant du Hamas que du Jihad, ont été détruites et communique que l’armée s’attaque à présent aux institutions gouvernementales ; les organisations palestiniennes se trouveraient à court de munitions et auraient avancé pour cette raison une première demande de cessez-le feu médiée par l’Égypte, immédiatement refusée par Israël. Réciproquement, Israël cherche à lancer un message net à l’ennemi de Gaza avant qu’une cessation des hostilités ne lui soit imposée par les États-unis, et les effectifs militaires sont renforcés,. Dans la matinée et l’après-midi, alors que le Hamas envoie une nouvelle volée vers le centre et le sud qui ne se solde cette fois que par des dégâts matériels, quatre unités palestiniennes de missiles anti-char sont démantelées, et un avion F16 abat un drone du Hamas qui a pénétré dans l’espace aérien d’Israël. L’aviation attaque alors un poste d’observation et un complexe militaire du quartier général du renseignement du Hamas où se trouvent des dizaines de ses membres,,.
Dans la soirée, Tsahal attaque deux grands sites de production de roquettes dans le centre de Gaza, ainsi qu’une « cible spéciale, » située au cœur du territoire urbain. Cette cible s’avère être le « métro » de Gaza, un réseau de tunnels construit sous la ville — l’un d’eux passe sous une école de l’UNRWA qui devait servir d’abri public contre les bombardements de l’aviation israélienne et a elle-même été bombardée en raison dudit tunnel — avec l’argent du Qatar et d’organisations caritatives qui parvient à Gaza pour son développement urbain, utilisé à des fins de guérilla urbaine et de trafics en tous genres — en temps de guerre, ce sont les missiles que les militants transportent d’un point à l’autre, avant de les enfouir dans un point de lancement souterrain fortifié, ce qui les rend si difficiles à détruire avant leur lancer,. À 0:18, alors que le Hamas menaçait de représailles, le porte-parole de l’armée a communiqué aux organes de presse étrangère qu’Israël massait des troupes terrestres — dont on annonce déjà la mobilisation deux jours plus tôt — à l’entrée de la bande de Gaza, tablant sur la descente des membres du Hamas dans ces boyaux souterrains afin d’y embusquer les troupes d’infanterie. Ce sont alors 160 avions venus de six bases différentes, des centaines d’obus d’artillerie et de chars, et des missiles guidés qui s’abattent sur la ville un peu après minuit, et la font trembler, davantage encore selon les Gazaouies, que lors de l'opération Bordure protectrice et auraient fait plus de cinquante blessés selon les sources palestiniennes.

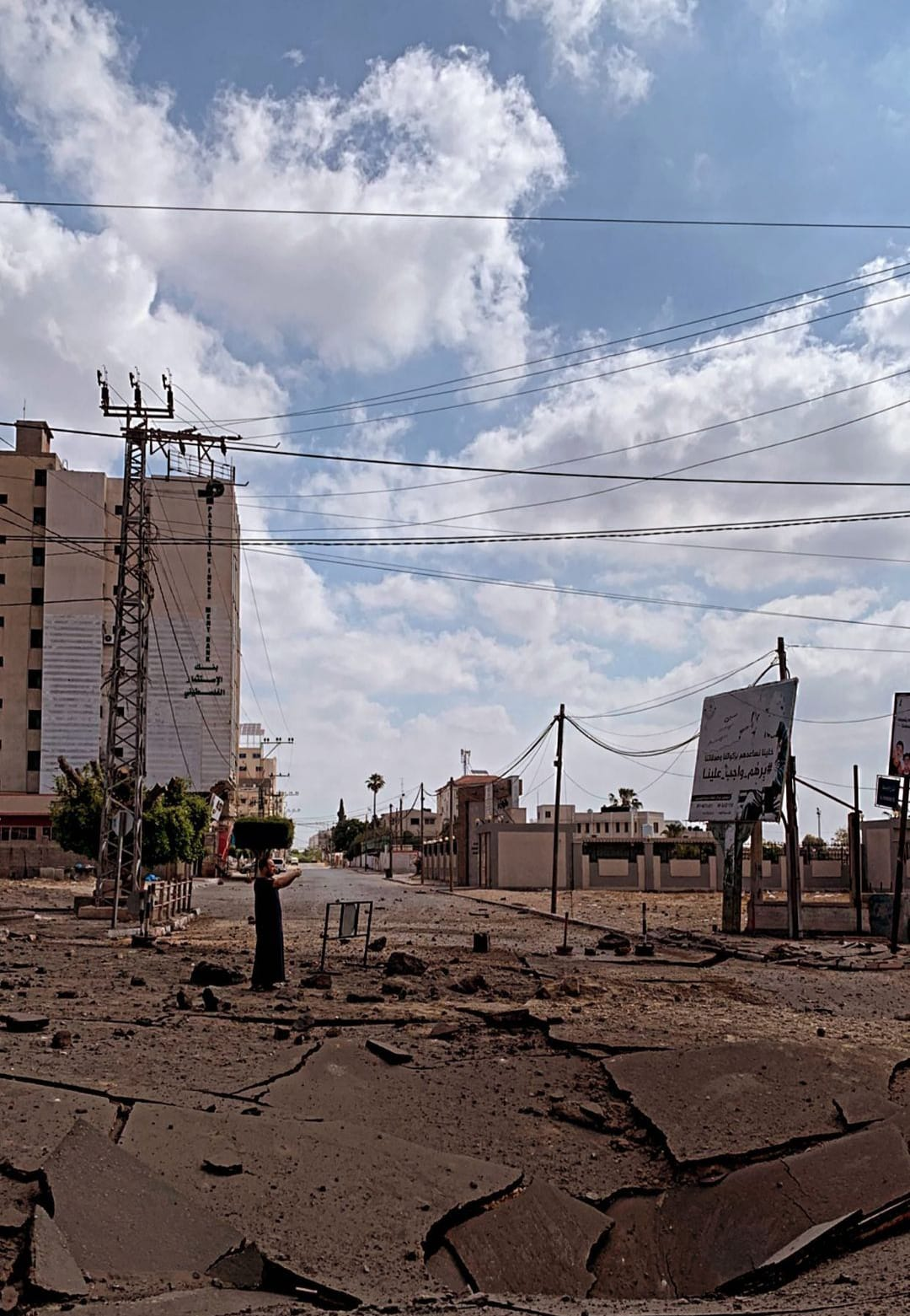
Gaza, après l’attaque de l’armée israélienne sur le « métro ».

Cependant, et contrairement aux déclarations du porte-parole de l’armée, abondamment relayées par les consultants militaires des divers organes de la presse israélienne, elles ne font état d’aucun mort alors qu’Israël en proclame des centaines, et les rodomontades sont relativisées voire remisées dans les jours suivants. D’aucuns accusent le général Aviv Kokhavi d’avoir inconsidérément déclenché une opération tenue secrète depuis 2018, sans obtenir les résultats escomptés,, et le Hezbollah s’attribuera le mérite d’avoir averti le Hamas des plans d’Israël. Par ailleurs, les agences de presse accusent le porte-parole de l’armée de les avoir dupées et utilisées pour bluffer le Hamas mais lui plaide pour une mauvaise compréhension du terme « troupes terrestres » qui ne désigne pas, en Israël, l’infanterie mais l’artillerie ; ces explications peinent à convaincre, même en Israël. 
D’autre part, la situation humanitaire à Gaza devient urgente : une source sécuritaire affirme qu’il n’y aura bientôt plus que 4 heures d’électricité à Gaza en raison d’une pénurie de carburant (de nombreux tirs amis ont endommagé les lignes électriques), et l’approvisionnement n'a plus lieu qu'une fois tous les 4 jours au lieu d’une fois tous les deux jours. En outre, les lancers ratés des organisations palestiniennes et les bombardements de l’armée israélienne ont laissé de nombreux Gazaouies sans domicile.
À l’intérieur du pays, et en dépit de bulletins d’information faussement rassurants, Lod reste l’épicentre des émeutes malgré les initiatives citoyennes conjointes d’apaisement, les menaces du premier ministre qui autorise les détentions administratives et les efforts de la police qui a invité les dirigeants de la société arabe dans un effort de médiation. C’est qu’elle n’a, en dépit de ses effectifs renforcés, « pas été formée pour faire face à une telle accumulation d’incidents, » de l’aveu du ministre de l’Intérieur (Moshe Karadi, prédécesseur de Kobi Shabtai à la tête de la police d’Israël, lui propose le lendemain son aide ainsi que de treize officiers supérieurs à la retraite pour « rééduquer » les troupes), et elle ne parvient pas à empêcher les nombreux incidents de la journée, dont l’attaque au couteau contre un Juif qui se rendait à la synagogue pour la prière du matin, des jets de pierres, l’incendie du centre multiculturel Chicago, d’une maison de Ramat Eshkol sous propriété juive et de la synagogue Dossa, lequel se produit au mépris du couvre-feu. Elle ne fait pas non plus la différence entre les activistes de La Familia qui embrasent une voiture et une épicerie sous propriété arabe (l’incendie est rapidement maîtrisé par les voisins juifs), et les volontaires juifs arrivés à Lod pour prévenir les pillages et déprédations des propriétés juives ; certains sont appréhendés par les garde-frontières à la sortie des bus, d’autres sont pris pour cibles de fusillades, et deux d’entre eux sont blessés, ainsi qu’un membre du Magen David Adom,, (les auteurs des tirs, Iyad et Amsalem Hassouna, sont arrêtés près de sept mois plus tard, au terme d’une enquête qui révèle également leur implication dans d’autres émeutes et évènements). 
À Ramla, pourtant plus calme selon les critères policiers grâce aux efforts conjoints de la police et des clans locaux pour empêcher l’arrivée d’éléments extérieurs, les habitants essuient des tirs à balle réelle ainsi que des jets de pierre, et une bombe artisanale est lancée par des assaillants, rapidement mis en fuite par un passant armé,. À Tel Aviv, des activistes d’extrême-droite attaquent une équipe de journalistes venue couvrir leurs actions après avoir eu vent par les réseaux sociaux de leur intention de se rendre une nouvelle fois à Jaffa. Un peu plus tôt, un soldat qui traversait Jaffa, y est passé à tabac et doit être opéré en urgence à la suite d'un traumatisme crânien, une pizzeria de la chaîne Domino’s est préalablement fermée à Holon après que des messages d’extrémistes juifs ont explicitement visé le patron arabe du restaurant, des incendies éclatent à Rosh HaAyin, deux voitures de police sont incendiées à Kafr Qassem, et des citoyens juifs — parmi lesquels le petit-fils de Rehavam Zeevi — sont molestés à Jérusalem,.
Les incidents s’enchaînent aussi dans le nord du pays : à Haïfa, un bus est caillassé par des émeutiers arabes, et une femme est légèrement blessée, après quoi les perturbateurs vandalisent la colonie allemande et attaquent un restaurant malgré la présence de clients et du personnel, recruté pour limiter les pillages. À l’autre bout de la ville, des activistes juifs saccagent la rue Allenby — la police est ostensiblement absente des lieux bien que des appels au rassemblement aient, là aussi, abondamment circulé sur les réseaux sociaux au vu et su de tous ; il apparaît cependant le lendemain que de nombreuses arrestations ont été réalisées par des équipes infiltrées qui se déplacent dans des véhicules banalisés sur base d’informations dispensées par les services de renseignements, et des confrontations ont ainsi été évitées. Cette nouvelle tactique illustre la collaboration entre forces de l’ordre et services de renseignement intérieur, lesquels effectuent discrètement le recrutement d’indicateurs, la collecte d’informations, le pistage des suspects dans la vie réelle ou par internet, et font occasionnellement usage de tactiques d’intimidation, afin d’aider la police à appréhender les émeutiers, de l’organisateur à l’exécutant. Un chauffeur de taxi juif est blessé par jet de pierres lorsqu’il passe par un quartier arabe,. Des troubles se produisent à Tibériade et à Acre, où des bateaux en rade ainsi que vingt B&B de la maison d’hôtes Melisandra sont incendiés,. 
À 21:35, Al-Jazeera fait savoir que des obus ont, pour la première fois depuis le début des hostilités, été lancés depuis le Liban mais le Hezbollah est rapidement mis hors de cause : trois Palestiniens du camp d’Al-Rashidya sont arrêtés à Tyr en raison de ces tirs, et un officiel palestinien déclare à un journal libanais que les groupes palestiniens voulaient ainsi déclarer l’unité des fronts de résistance,. 
Dans le triangle, une famille juive doit être évacuée en urgence par la police, avec l’aide de citoyens locaux, après être entrée par erreur à Umm al-Fahm où elle a été lapidée sans égards pour les enfants,, et trois citoyens arabes qui roulent à bord d’une automobile non immatriculée, perpètrent une fusillade contre un citoyen juif à l’entrée du village de Zalafa. La police perd le contrôle de la situation dans l’ensemble du Wadi Ara, y compris le patelin de Nahf, et une station est incendiée à Qalansawe ; des émeutiers obstruent le passage de la route 784 près Kafr Manda, ainsi qu’entre Fahm et Mousmous. Isolés entre foyers de violence et routes bloquées, les habitants du village juif de Moreshet sont contraints de passer une quatrième nuit en état de siège et de couvre-feu.
Dans le Néguev, la police ferme préventivement la route 31, priant les autorités bédouines de restreindre les débordements de leurs jeunes et, de fait, une famille bédouine interrompt une tentative de lynchage. Des incidents continuent cependant de se produire dans la soirée et la nuit, aux cours desquelles un automobiliste est chassé à coups de pierres et de balles près de Rahat, et une enfant de huit ans est blessée à la tête à l’entrée d’Abou Kuider.
Dans le feu des évènements, Naftali Bennett qui avait affirmé la veille son soutien à l’opération militaire malgré ses critiques du Likoud, surprend lorsqu’il déclare, lors d’une conférence conjointe avec Yaïr Lapid, que le moment n’est pas opportun aux tractations gouvernementales, et il se raconte qu’il aurait, cédant aux pressions de sa proche collaboratrice Ayelet Shaked au vu de la situation sécuritaire, dit en privé que c’est l’idée même du gouvernement de changement qui ne serait plus à l’ordre du jour,. Il reprend au cours des jours suivants le rôle de défenseur patenté d’Israël auprès d’Al-Jazeera, tandis que beaucoup de ceux qui accusent Benyamin Netanyahou d’avoir ourdi la dernière escalade — avec la complicité des organisations palestiniennes qui se sont considérablement renforcées sous son règne — ou de la prolonger en vue de torpiller le gouvernement Bennett-Lapid, prédisent qu’elle prendra fin rapidement puisque le premier ministre aurait obtenu, avec l’humiliation de Bennett, son « image de victoire »,.

### 14 mai

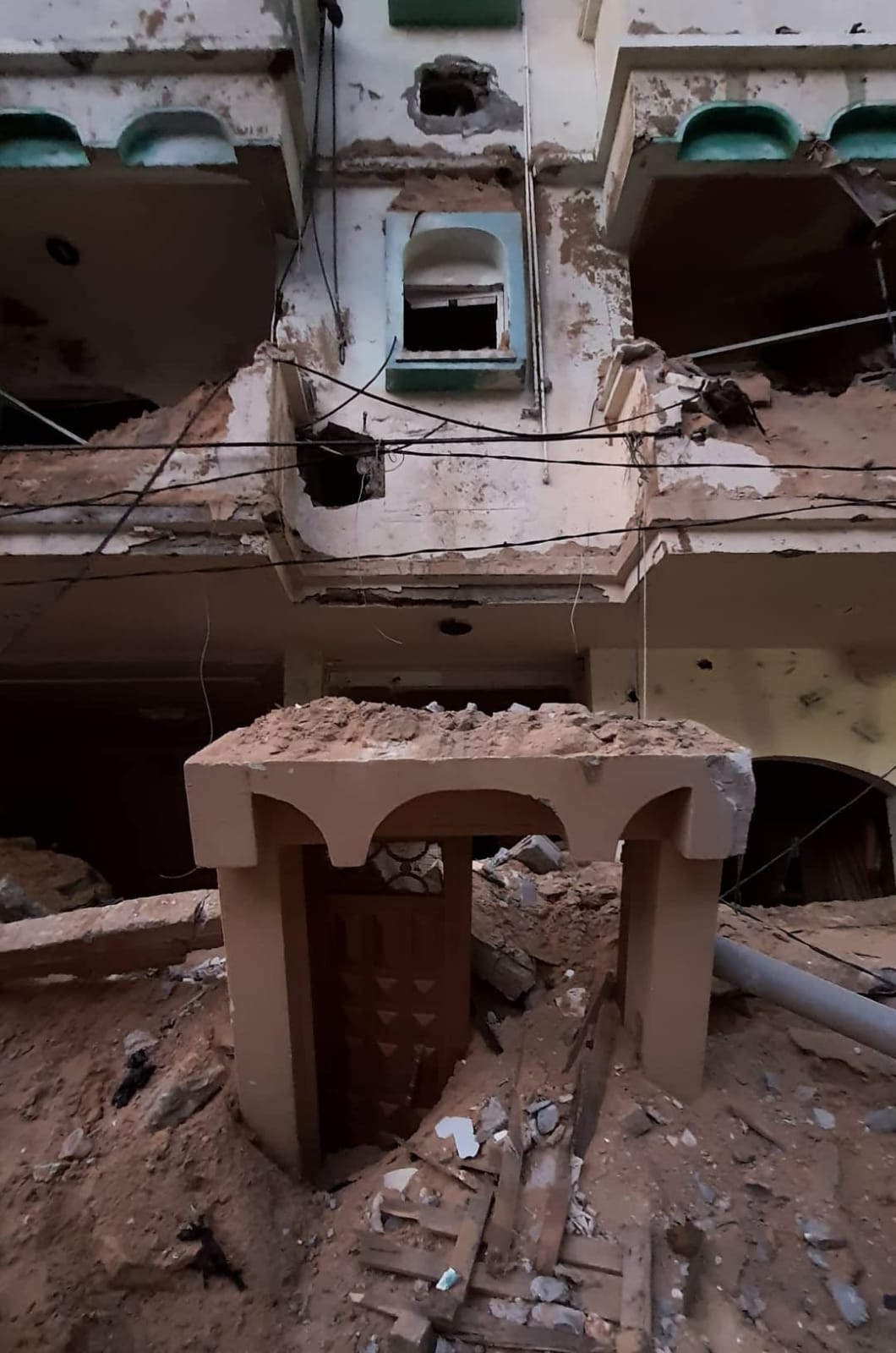
Impact d’un bombardement israélien sur un bâtiment civil de Gaza.

Les hostilités ne cessent pas : le Hamas répond aux attaques contre le “métro” en expédiant massivement des volées vers le sud d’Israël et les basses terres,, puis il fait décoller aux petites heures du matin deux drones qui sont rapidement abattus par le Dôme de Fer. Des escadrons de lancement de roquettes sont éliminés dans la mi-journée et une bouche de tunnel utilisée pour le lancement des missiles, est détruite avec des précautions chirurgicales pour ne pas endommager le jardin d’enfants et la mosquée situés à proximité,. Vers 19:30, un immeuble est abattu qui abrite une succursale de la banque de production palestinienne, utilisée par le Hamas pour gérer l'économie de son bras militaire. L’on apprend dans le même temps qu’une tentative d’éliminer des officiers supérieurs du Hamas, dont Mohammed Deïf, a échoué. Benyamin Netanyahou annonce qu’Israël n’a pas l’intention de s’arrêter.
Dans l’intérieur d’Israël, l’approche des fêtes de l’Aïd el-Fitr (et de Chavouot) et les efforts internationaux afin de parvenir à un cessez-le-feu ne s’accompagnent pas de l’accalmie souhaitée, mais, au contraire, d’un regain de tension dans la région de Jérusalem qui, après ses manifestations quotidiennes et une veille sans incidents particuliers, redevient le principal centre de friction : deux jours après les entretiens de Benny Gantz avec les autorités juives et arabes du corridor de Jérusalem en vue de refroidir les têtes brûlées, les factieux arabes, épaulés par quelque trois cents activistes juifs d’extrême-gauche, lancent des pierres et des feux d’artifice sur les bâtisses des Juifs à Shimon HaTzadik qui flanque Cheikh Jarrah ; la police arrête quatre manifestants et deux Juifs qui ont riposté par des tirs en l’air. Une voiture de police est enflammée à At-Tur (en), ainsi qu’une station du tramway à Shuafat et l’immeuble Beit Yonatan (en), sis à Silwan, est bombardé de fusées d’artifices jusqu’à ce que son toit s’embrase. Des manifestants arabes mettent également le feu au carrefour de Neve Ya'akov, et un conducteur est blessé par une grenade à gaz utilisée pour les disperser. Des affrontements éclatent aussi à Beit Safafa, Beit Hanina, aux postes de contrôle de Hizma et d’Azaria, près de Ma'aleh Adumim,. 
Un mouvement similaire s’observe dans le reste de la Cisjordanie où les actes isolés des jours précédents — une tentative d’attaque à l’arme blanche en Samarie le 11 mai qui n’avait fait aucune victime, y compris l’assaillante, une autre tentative près d’un point de contrôle à Hébron au terme de laquelle l’assaillant avait été blessé, et une fusillade près de Havat Gilad au cours de laquelle deux soldats avaient été blessés et qui s’était soldé par la mort de l’assaillant — font place à d’importants heurts avec l’armée israélienne : après la prière du vendredi, des Palestiniens de tous âges et sexes protestent dans plus de deux cents localités contre Israël ; le Hamas, s’il ne les a pas incités, excite les manifestants à « brûle[r] la terre sous les pieds de l’Occupation ». Deux soldats sont renversés près d’Ofra (en) par un assaillant palestinien qui tente ensuite de les poignarder et qu’ils abattent. À Madama, un autre agresseur qui avait ouvert le feu sur le point de contrôle militaire après avoir tenté d’écraser les soldats en poste, est lui aussi abattu. À Ya'bad, des centaines voire des milliers de Palestiniens se seraient rués contre l’armée israélienne qui aurait riposté. On enregistre aussi de nombreux jets de pierres, combustions de pneus et incendies près des colonie juives de Yakir (en), Nofei Nehemiah (en), Hébron et Ariel ainsi qu’à Kokhav HaShahar (en) et à Yitzhar. Au total, les affrontements auraient fait, selon le ministère de la santé palestinien, entre 9 et 11 morts du côté palestinien et plus de 150 blessés, — ce bilan humain anormalement élevé, dont l’une des raisons serait le remplacement des garde-frontières appelés à l’intérieur du pays par des troupes moins expérimentées face à ces situations, joue en totale faveur du Hamas, qui se présente comme le fédérateur des « fils du peuple [palestinien] … d’Al-Quds, d’Al-Aqsa, de [l’intérieur du territoire israélien] ou de la rive occidentale, » lesquels se sont unis comme un seul homme face à « l’ennemi sioniste » et « bénéficient de l’entier soutien » du Hamas face à cette entité qui, assure-t-il, a franchi « les lignes rouges du sang palestinien et d’Al-Aqsa ». Il s’impose face à son frère ennemi, le Fatah, sur le terrain de celui-ci (de fait, à Urif où un manifestant a trouvé la mort, la rogne des jeunes Palestiniens n’était pas seulement dirigée contre Israël puisqu’ils ont brûlé une station et une voiture de police de l’Autorité palestinienne). 
Le conflit menace de prendre des proportions régionales à Karameh, lorsqu’un demi-millier de manifestants s’éloigne de la route d’une marche de soutien aux Palestiniens — auxquels la plupart des Jordaniens sont plus ou moins étroitement apparentés — pour tenter de traverser le pont Allenby avant d’être dispersé par la police jordanienne. Un mouvement similaire se produit au Liban dans la mi-journée : des manifestants, portant les couleurs du cèdre et du Hedjaz, parviennent en masse à la frontière et quelques-uns pénètrent à Metoula, en territoire israélien. Ils déclenchent des débuts d’incendie dans la réserve d’Iyon, provoquant les coups de semonce de chars israéliens qui atteignent plusieurs manifestants, et Muhammad Tahan succombe à ses blessures quelques heures plus tard ; le Hezbollah délivre un message de condoléances d’autant plus exceptionnel que Tahan n’est pas connu ni mentionné dans le communiqué comme un membre de la mouvance libanaise, et le conseil régional de Metoula recommande aux habitants d’éviter les abords de la frontière. L’armée annonce le lendemain avoir arrêté au cours de la nuit une tentative d’infiltration en vue de réaliser un attentat à Metoula. Vers 22 heures, trois roquettes sont tirées depuis la Syrie qui avait fait état d’une attaque israélienne sur son territoire plus tôt dans la journée, et deux d’entre elles s’écrasent dans le plateau du Golan sous contrôle israélien (la troisième retombe en Syrie) mais elles n’entraînent pas d’alarmes puisque leurs points de chute sont inhabités,,.
Le centre du pays est toujours en proie à la guerre civile et Lod connaît son lot quotidien d’attaques de bâtiments publics : il est décidé d’affecter une force policière auprès des lieux de culte juif après que huit synagogues ont été vandalisées ou détruites depuis le début du conflit ; la police appréhende un individu qui a balancé des cocktails Molotov sur la station de police et les policiers eux-mêmes. Encouragés par les rabbins locaux et des grands noms du sionisme religieux, des Juifs de tout le pays parviennent dans la ville afin d’y passer le shabbat avec la communauté locale. Craignant les troubles, la police dépêche des unités infiltrées dans la population, et une unité de mista'arvim — lesquelles opèrent d’ordinaire en Judée-Samarie — leur est adjointe ; un rabbin rend un arrêt exceptionnel qui permet de photographier ou filmer les incidents qui se produiraient à shabbat. C’est que le cheikh Youssef Elbaz (he), imam de la Grande Mosquée de Lod et fonctionnaire de l’État israélien à ce titre, épouse sans réserve les doctrines de la faction nord du Mouvement Islamique à laquelle il appartient (cette branche a été déclarée illégale en 2015, contrairement à la faction sud qui est représentée au parlement israélien par la Liste arabe unie et dont ressort Mansour Abbas, car elle appelle à la violence active contre Israël), et pousse tant ses ouailles que ses abonnés sur Facebook à la confrontation avec l’« État ennemi », espérant « apporter des morts à l’occupation sioniste ».

À Jaffa, des bouteilles incendiaires sont lancées dans le quartier Ajami par des individus encagoulés sur quatre maisons appartenant à des Juifs et sur celle de la famille Jantazi où l’on fêtait la fin du Ramadan, brûlant grièvement le fils Muhammad, douze ans,. Malgré les déclarations univoques, répétées et entêtées du père de l’enfant sur l’ethnicité présumée des pyromanes, l’enquête menée conjointement par la police et le service de sécurité intérieure, aboutira quelques jours plus tard à l’arrestation de trois résidents arabes qui croyaient viser une maison de Juifs,. Plusieurs voitures sont incendiées dont celles de l’actrice et parlementaire travailliste Efrat Rayten (en), un journaliste juif qui tentait de couvrir les évènements sera attaqué par des factieux arabes, et un restaurateur juif sera battu au cours de ce qui lui semble avoir été une embuscade planifiée,,.
À Haïfa, la synagogue Shaarei Torah est lapidée et incendiée, et un passager d’autobus est attaqué par des manifestants arabes après qu’ils se sont assurés de sa judaïté, tandis qu’un journaliste est agressé à Kiryat-Ata par des activistes juifs qui l’ont reconnu comme arabe. Le théâtre d’Acre, autre symbole de la coexistence judéo-arabe pour ses habitants, est incendié par des émeutiers arabes,. Les routes de Galilée demeurent impraticables en raison de manifestations qui dégénèrent souvent en affrontements avec la police comme à Nazareth et à Dir al-Assad ou en conflagrations, comme à Shefa Amr où un entrepôt de la compagnie Egged est incendié avec les trois autobus qui y stationnaient,. L’arrestation à Kafr Cana du cheikh Kamal Hatib (he), cadre de la branche nord du Mouvement Islamique, est opérée alors qu’il galvanise ses fidèles, et tourne elle-même à l’émeute, se soldant par plus de trente blessés. Des habitants d’Oum al-Fahm sortent par centaines assiéger le village juif de Mei Ami (en) et, ne pouvant y entrer, lancent des pierres sur les habitants qui entretenaient avec eux des relations de bon voisinage. Une famille juive arrivée par erreur à Salem (en), manque de s’y faire lyncher.

### 15 mai
Tôt le matin du 15 mai, alors que 200 roquettes ont été tirées dans la nuit de Gaza vers les villes du sud et que Tsahal y a frappé des cellules terroristes, des points de lancement de roquettes à longue portée et un centre du Hamas comportant le bureau opérationnel du chef de la sécurité, des sources palestiniennes affirment que l’un de ces raids, effectué dans le nord de la bande, se serait accompagné d’importants dégâts collatéraux dans le camp Al-Shati (la plupart des comptes-rendus journalistiques omettent le conditionnel alors que la prudence de l’armée israélienne est aussi notoire que les retombées d’une partie des roquettes à proximité de leurs points de lancements ou à l’intérieur de la bande de Gaza) : Tsahal qui confirme seulement avoir mené une attaque dans les environs, aurait frappé sans coups de semonce le logement de la famille Abou Hattab qui se préparait à fêter l’Aïd el-Fitr, tuant deux femmes et huit enfants. Le Hamas revendique alors l’ensemble des tirs nocturnes, qu’il dédie « au massacre dans le camp de réfugiés d’Al-Shati et aux chouhada de la rive occidentale »,.

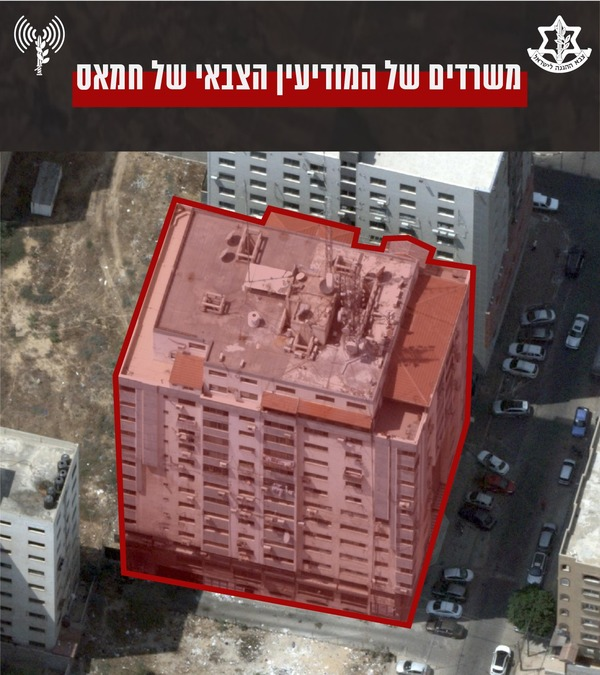
Document du porte-parole de l’armée israélienne désignant la tour Al-Jalaa comme un objectif de l’armée israélienne en raison du centre de renseignement militaire qu’elle abriterait pour le Hamas.

Le Dôme de Fer abat, plus tard dans la journée, un drone suicide en provenance de Gaza, et l’aviation pulvérise la tour Al-Jalaa qui abrite les locaux de la chaîne de télévision Al Jazeera et de l’agence de presse Associated Press (AP) dans la bande de Gaza, une heure après que les personnes occupant l'immeuble en ont été prévenues et ont été évacuées. 

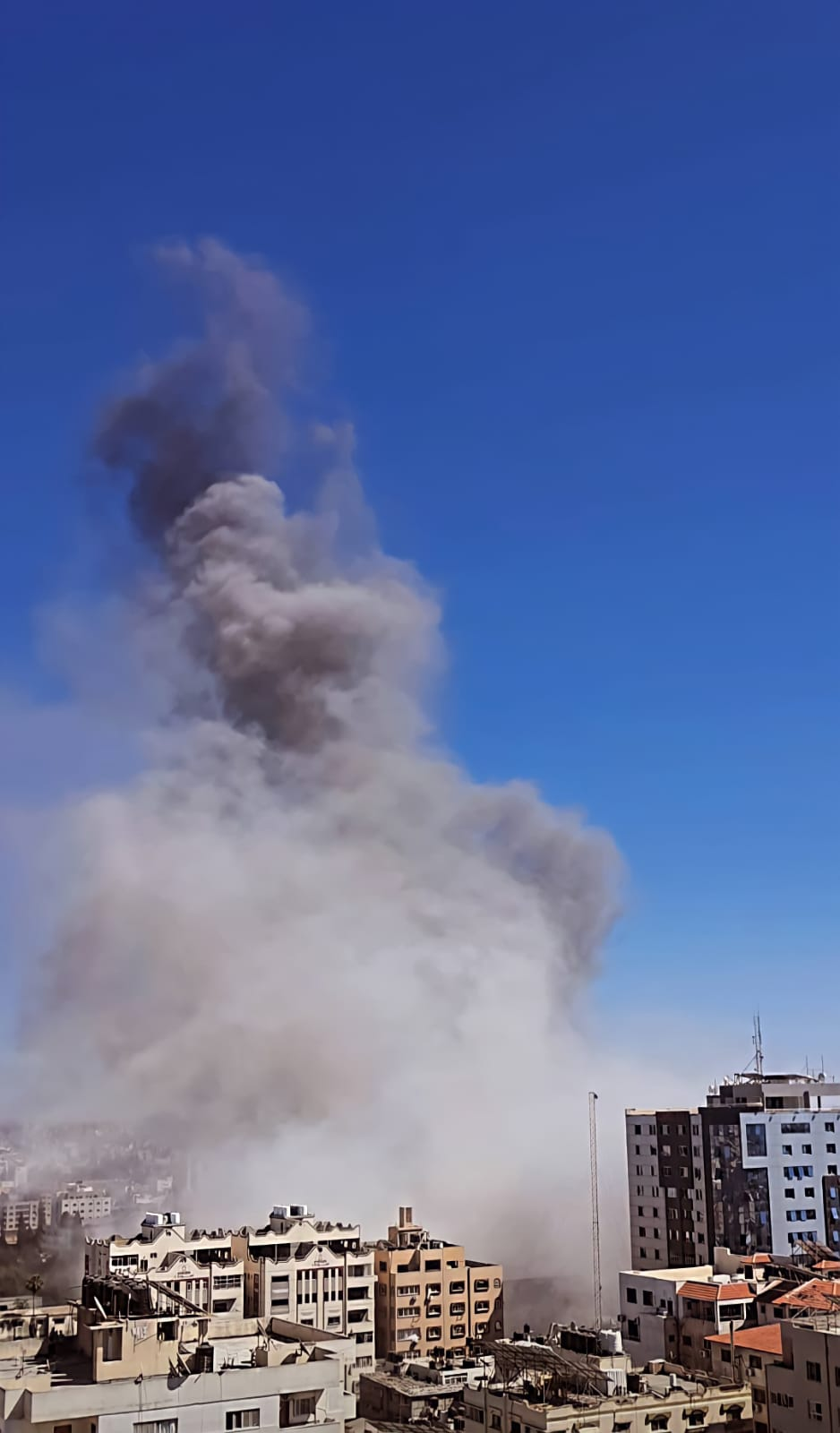
Destruction de l’immeuble en question, qui comporte les bureaux des médias Al-Jazeera et Associated Press à Gaza

 Cette frappe provoque une émotion internationale considérable, et l’on y voit une atteinte à la liberté de la presse car les occupants de l’immeuble où étaient centralisées la plupart des informations de terrain, ont perdu la totalité de leur matériel de presse, et supputent avoir été la véritable cible de ces bombardements ; ils rejettent les allégations de l’armée israélienne selon lesquelles le Hamas qui « installe délibérément des cibles militaires dans des zones ultrapeuplées », y aurait entretenu « des entités appartenant au renseignement militaire de l’organisation terroriste Hamas, » n’ayant jamais croisé le moindre de ses membres,. Le secrétaire d’état des États-unis se montre initialement sceptique devant les pièces présentées, avant de rétracter ses propos. Le 8 juin 2021, l’ambassadeur d’Israël aux États-Unis précisera, après que son pays a fourni des preuves tangibles aux instances idoines, que le Hamas y « développait un système de brouillage électronique devant être utilisé contre le système de défense Dôme de fer ». 
Les organisations palestiniennes, emmenées par le Hamas qui continue à dédier ses salves aux morts des heures précédentes et a promis de « faire trembler Tel Aviv » après l’effondrement de la tour, élargissent leurs bombardements depuis le sud du pays vers le centre, la plaine côtière et même en Samarie où certains missiles retombent dans des points de peuplement palestiniens. La volée, qui cause force dégâts matériels à Tayibe, Givat Shmouel, Rishon leZion, Holon, Lod et l’aéroport Ben Gourion, plonge de nombreux citoyens en état de choc et fait plusieurs blessées ainsi que deux morts : Gershon Franko, 55 ans, handicapé à 100%, ne parvient pas à fuir le missile qui atterrit près de son domicile à Ramat Gan, et Chava Vaknin de Holon, 73 ans, se blesse à la tête en courant à l’abri ; bien qu’apparemment peu touchée, elle décède le 23 mai des suites d’une hémorrhagie cérébrale,,,.

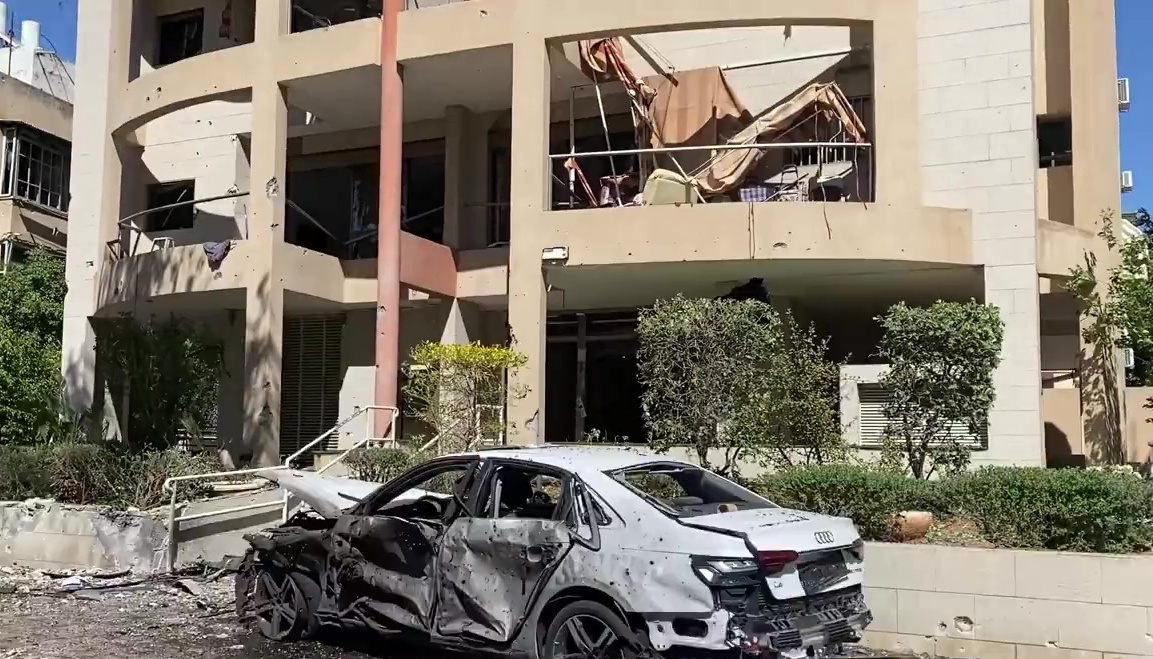
Scène de l’impact de la roquette palestinienne à Ramat Gan.

Sur la scène intérieure, et malgré les craintes sécuritaires en raison de la Journée de la Nakba, contrependant palestinien du Jour de l’Indépendance israélien, le reste de la journée est relativement calme : des manifestants portant drapeau palestinien défilent à Sakhnin, des Arabes et des Juifs tiennent des cérémonies conjointes d’exécration de l’état et l’armée d’Israël, une manifestation de quelque 300 personnes a lieu à Umm al-Fahm pour appeler le Hamas à « exploser Tel Aviv, » le porte-parole de l’antenne jérusalémite du Hamas publie fièrement sa répartie à l’agent du Shin Beth qui avait tenté de l’intimider, quinze bouteilles incendiaires prêtes à l’emploi sont saisies par la police des frontières sur le toit d’une mosquée à Lod, où l’état d’urgence est prolongé de quarante-huit heures, et l’errance de nombreux habitants de la bordure de Gaza, déplacés de leurs domiciles par ordre du gouvernement, démontre l’absence, malgré les promesses, de solution à leur détresse. 
L’atmosphère se tend en soirée : après deux attentats à la voiture-bélier enregistrés en Judée-Samarie, un soldat est poignardé à Qalqilya,, un autocar et une station de police sont lapidés dans le Néguev, un jeune Arabe tente d’écraser un policier à Haïfa, d’autres terrorisent les rues de Tibériade en frappant à tout va, un émeutier est arrêté après avoir tenté de mettre le feu à une station de police à Umm al-Fahm, à Ramle, l’échoppe tenue par un commerçant juif est incendiée jusqu’aux fondations, et à Shefa Amr, des pompiers dépêchés par les habitants pour maîtriser l’incendie qui se serait déclaré dans un immeuble de trois étages au cours des émeutes, se retrouvent dans un guet-apens et essuient les jets de pierres de dizaines de manifestants.
Peu après minuit, les tirs de roquettes reprennent.

### 16 mai

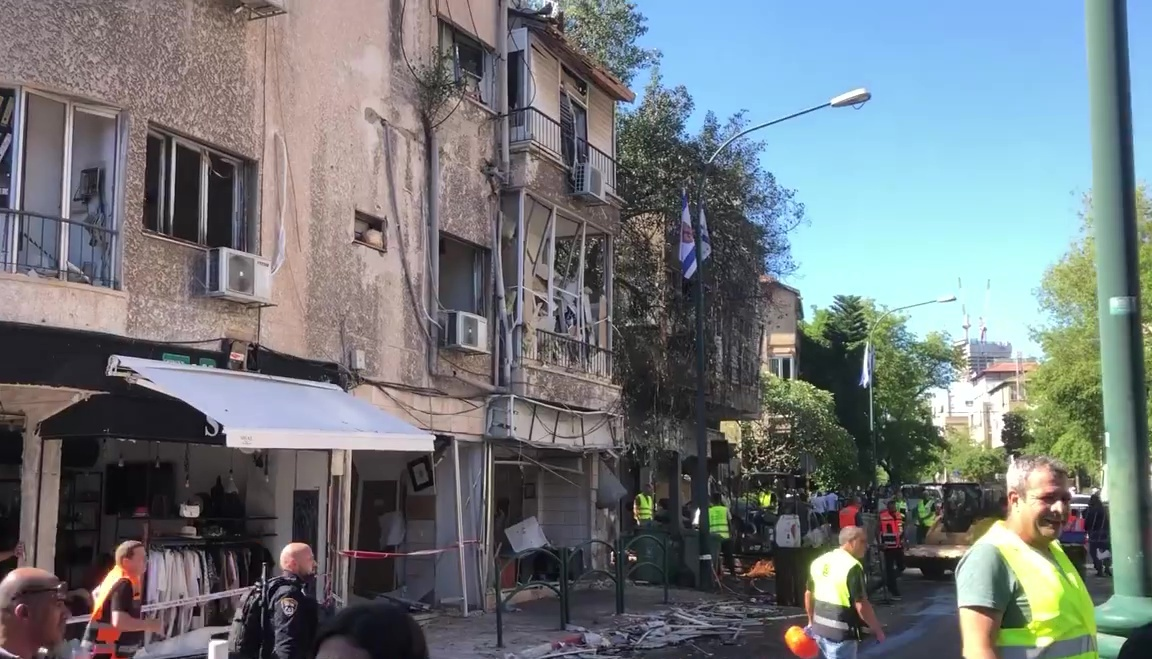
Impact d’un missile tombé à Ramat Gan le 15 mai 2021.

Une volée de quarante-deux roquettes est suivie après quelques heures d’une grappe de douze puis de tirs isolés pour atteindre un total de 120 roquettes, soumettant les villes du sud à une tension permanente ainsi que, plus sporadiquement, le centre du pays ; bien que nul ne soit directement atteint par ces tirs, dix personnes, dont un nourrisson de huit mois, sont blessées dans les bousculades qui accompagnent la course aux abris,. L’armée israélienne lance alors la “seconde phase” de son offensive sur le “métro” de Gaza et bombarde les maisons de Yahya Sinwar et son frère Muhammad à Khan Younès après avoir détruit celle de son député, Khalil al-Haya, la veille — ceux-ci sont, outre leurs fonctions militaires, de hauts responsables politiques du Hamas. Des modèles avancés de lanceurs multicéphales avec lesquels une seule équipe peut effectuer un lancement simultané de quatre à neuf roquettes, sont détruits et plusieurs cellules terroristes sont ciblées à Shuja'iyya et Khan Younès en fin de matinée. 
Plusieurs de ces cibles auraient, de source palestinienne, été pilonnées sans sommation, et plus de 40 civils, dont douze femmes et dix enfants des familles élargies al-Kolak et Abou Al-Aouf sont tués, outre cinquante blessés à des degrés divers. Parmi les victimes de l’attaque qui a non seulement causé le plus grand nombre de pertes civiles au cours de l’escalade mais a également touché des bâtiments du ministère de la santé gazaouie ainsi qu’une clinique de Médecins sans Frontières, figurent les docteurs Ayman Abou Al-Aouf, chef du service de médecine interne de l’hôpital Al-Shifa ainsi que de l’unité Covid-19 de Gaza, et Moeein Al-Aloul, qui est l’un des seuls neurologues dans l’enclave. Du côté israélien, l’on explique avoir tiré onze missiles sur un tronçon de 200 mètres au centre de la rue Al-Wehda, afin de détruire un tunnel et un centre de commande souterrain du Hamas en causant un minimum de dégâts aux immeubles adjacents mais l’intrication des tunnels avec les fondations de ces bâtiments avait été sous-estimée et ils se sont effondrés en même temps que les installations visées. Lors d’une interview donnée le 5 juin 2021, Yahya Sinwar reconnaîtra cette proximité entre installations civiles et militaires, après l’avoir niée mais les images qui parviennent de Gaza font leur effet dans le monde et même en Israël : la fin des hostilités y fait, malgré les démentis d’un responsable politique, l’objet de discussions, bien que le Hamas tienne toujours debout, et qu’il continue de terroriser le sud du pays, notamment Ashkelon où une roquette frappe une synagogue dans laquelle des fidèles s’étaient réunis pour accueillir la fête de Chavouot.
Les choses se tassent aussi sur le front intérieur, du moins à Lod et Ramla où l’état d’urgence sera levé le lendemain ; l’on ne déplore plus que des confrontations isolées au terme desquelles un habitant de Netanya est hospitalisé, et des incendies de commerces qui ne font ni morts ni blessés. L’ambiance est toujours à la méfiance réciproque — les Arabes de la ville se disent apeurés par des « éléments extérieurs » qui agiraient en bandes, circuleraient avec la complaisance de la police et se livreraient à une chasse aux Arabes dont ils marqueraient au préalable les habitations ; le maire adjoint émet alors une lettre pour rétablir la vérité des faits, et rappeler qu’il n’y avait aucun élément extérieur, juif ou arabe, lorsque les Arabes de Lod décidèrent de s’en prendre sans préavis ni provocation à leurs concitoyens juifs au soir du 10 mai 2021,. Une manifestation de mères juives et arabes est organisée pour demander conjointement la fin des violences. Mansour Abbas se rend à l’une des synagogues incendiées en compagnie de Yaïr Revivo, posant aux côtés du maire en déclarant que l’acte est contraire à l’islam et qu’il fait de la reconstruction sa mission ; son entourage politique appelle à sa démission. 
Dans les villages du nord et du sud, même constat : la révolte a fait long feu et elle est sur le point de s’éteindre, bien que des perturbateurs tentent de l’aviver, qui en faisant le coup de poing contre la police à Tayibe, Jisr az-Zarqa et Furaydis (en), qui en enflammant des pneus à l’entrée du village juif de Retamim, après y avoir déposé des balles pour mieux blesser ceux qui viendraient les éteindre. 
Les violences n’ont, en revanche, pas déserté Jérusalem : sept gardes-frontières sont renversés à Cheikh Jarrah par un automobiliste arabe, rapidement maîtrisé, sept Juifs détenteurs d’un permis de port d’arme sont arrêtés après avoir tiré sur des émeutiers arabes qui les avaient pris à partie, des désordres sont notés au cours de la nuit à Beit Hanina, et une autre attaque se produit contre un passant juif,,. Une famille juive qui circule sur la route 90 dans la vallée du Jourdain, tombe sur un groupe d’émeutiers palestiniens et est obligée de fuir en trombe ; pensant se trouver devant une tentative d’attentat automobile, la police ouvre le feu sur la voiture des Israéliens, sans faire de blessés.
Les habitants du pays se sentent cependant assez confiants pour risquer des célébrations de la Pentecôte juive, et une tribune s’effondre dans le lieu de culte improvisé à Giv'at Ze'ev par la cour hassidique de Karlin (he), faisant deux morts et 219 blessés.

### 17 mai
Les canons ne tonnent plus sur le centre du pays mais les tirs sur Beersheva, le Néguev occidental et la bordure de Gaza se poursuivent à une cadence similaire à celle de la veille (260 roquettes le 17 mai contre 250 le 16) ; Tsahal y riposte par une attaque sur un complexe de renseignement militaire du Hamas, fruit de la coopération entre l’armée de l’air, la division anti-cyber et la division du renseignement. Une nouvelle attaque est menée contre les maisons de cadres du Hamas, dont la luxueuse villa d’Abd al-Aziz Khalidi, le blanchisseur financier du Hamas, qui recèle l’orifice d’un tunnel. L’armée israélienne poursuit ses attaques du “métro”, et publie les images d’une bouche situé près d’un jardin d’enfants et d’une mosquée, rappelant que le Hamas construit volontairement ses structures à proximité de bâtiments civils, lesquels sont employés comme boucliers humains. À midi, la marine israélienne élimine un drone sous-marin ainsi que plusieurs membres de la section navale du Hamas puis l’aviation frappe 16 positions de lancement et élimine un commando sur le point de lancer des roquettes. Les menaces de représailles du Hamas sur Tel Aviv à la suite de la destruction de la villa al-Khalidi ne se concrétisent pas mais les volées qui frappent le sud à 13h30 et en soirée, font huit blessés, ainsi que des dégâts matériels importants sur un jardin d’enfants. Tsahal retourne alors à Rimal pour une attaque qui se prolonge dans la nuit, faisant cette fois usage de bombes intelligentes qui lui permettent d’atteindre la force de sécurité intérieure du Hamas, des lanceurs multicéphales et un certain nombre de tunnels. Peu avant minuit, six missiles sont tirés du Liban, retombant pour la plupart sur son territoire et ne causant pas de dégâts.
La journée se passe sans incident notoire dans les villes mixtes mais l’on assiste à un retour de flammes en Cisjordanie, où deux tentatives d’attaque à la voiture-bélier sont menées dans la journée, et se soldent mal pour leurs auteurs, qui sont arrêtés sans avoir pu causer de dommages importants ; le Fatah proclame une grève générale dans le secteur arabe, et appelle les Palestiniens à se joindre aux affrontements avec l’armée israélienne.
Dans le nord du pays, la route 65 est, une fois de plus, bloquée par les Arabes, qui essaient de créer un convoi de véhicules depuis le triangle vers Umm al-Fahm, où les résidents affrontent les policiers. Un autre convoi circule sauvagement sur la route 444 en agitant des drapeaux du Hamas.

### 18 mai
Tout au long de la journée, Tsahal continue à mener des attaques ciblées contre des structures terroristes et des sites de lancement de roquettes, s’attaquant en soirée au “métro” de Khan Younès et Rafah. Pendant ce temps, environ cent-quarante tirs — dont vingt retombent à proximité des expéditeurs — s’abattent sur les villes du sud ; un homme est blessé près du poste-frontière d'Erez, un impact direct fait sept blessés à Ohad ainsi que deux victimes thaïlandaises, arrivées en Israël pour travailler dans le bâtiment. Un drone qu’Israël soupçonne être de fabrication iranienne, est également abattu en matinée près de la frontière jordanienne par laquelle il a pénétré en territoire israélien. 
Cependant, les combats ont diminué en intensité, et l’heure est aux premiers bilans : du côté de la bande de Gaza, les Nations unies attirent l’attention sur la crise humanitaire, déclarant que plus de 72 000 Palestiniens ont été déplacés à l'intérieur de la bande de Gaza, s'abritant principalement dans les 48 écoles de l’UNRWA de l'enclave, mais lorsque l’armée de défense d’Israël rouvre au matin les points de passage pour fournir du carburant et du matériel médical, elle est rapidement contrainte de les refermer après une attaque au mortier qui blesse un soldat. Du côté d’Israël, où la restitution de quatre Israéliens — dont deux, Hadar Goldin et Oron Shaul, ont probablement été tués lors de l’opération Bordure protectrice — est officiellement avancée comme une condition pour la fin des opérations, Aviram Shaul, le frère de l’un de ces disparus, estime que l’intention réelle de se tenir à cette position est maigre.
Dans la société civile, les menaces de grève se sont concrétisées : bien que divers employés arabes se soient plaints de menaces de licenciement qu’ils jugent abusif et sans préavis de leurs patrons juifs après qu’ils leur ont annoncé leur volonté de joindre le mouvement, le secteur public est à l’arrêt total dans les localités arabes pour marquer un « Jour de la Colère » placé sous le signe de la solidarité avec Al-Aqsa et Cheikh Jarrah, et des postes d’explication sont placés à la sortie des villes et villages afin de persuader les réfractaires de rentrer chez eux (certains de ces postes, stratégiquement placés, perturbent en outre la circulation au cas où les mots ne suffiraient pas). Les transports publics où la population arabe est fortement représentée, sont fortement ralentis et il en va de même dans les professions de la santé. Des lézardes apparaissent par ailleurs dans ce domaine qui était considéré comme l’une des dernières bulles de coexistence : malgré les nombreuses amitiés personnelles, beaucoup décrivent à mots couverts des situations désagréables ; treize travailleurs dont onze arabes seront convoqués par leur hiérarchie pour avoir publié ou fait circuler des messages controversés sur les émeutes ou la situation sécuritaire, et si certains membres du personnel arabes s’excusent de leur absence forcée, d’autres marquent plus ou moins discrètement leur soutien aux grévistes,,. La chaîne de téléphonie Cellcom annonce une heure de cessation d’activités pour marquer sa volonté de renouer le dialogue, ce qui provoque l’ire du parlementaire Bezalel Smotrich qui appelle à son boycott — la direction de la chaîne précise, à la suite de cette réaction, que la coïncidence des dates est fortuite et n’indique en rien un soutien aux émeutes ; elle n’en perdra pas moins 11 000 abonnés. 
Des manifestations ont lieu à Haïfa, où elles n’entraînent pas de troubles de l’ordre, bien qu’un tronçon de la route 754 soit préventivement fermé. À Jérusalem, quelques dizaines de manifestants lancent pierres et bouteilles incendiaires à la Porte de Damas, ainsi qu’à Cheikh Jarrah où ils sont plus nombreux. À Hébron, un Palestinien qui voulait, comme l’avait demandé Mahmoud Abbas, se frotter à l’armée israélienne, tente d’ouvrir le feu sur des soldats à un point de sécurité ; il est abattu. À Ramallah, deux soldats sont blessés par des tirs nourris.

Le calme semble cependant revenu durablement sur Lod, et Kobi Shabtai y convoque une conférence de presse où il promet de poursuivre et châtier les « terroristes des deux côtés ». Les propos de l’Inspecteur Général qui n’a cessé de faire porter le chapeau des émeutes arabes, tant à Cheikh Jarrah qu’à Lod et Ramle, au député kahaniste Itamar Ben-Gvir et ses acolytes d’extrême-droite, font le miel des tenants juifs et arabes de la symétrie mais ils agacent fortement les victimes juives des évènements, et suscitent même la désapprobation prudente d’un ancien haut fonctionnaire de la police d’Israël ainsi que la publication d’un relevé provisoire qui montre que dix synagogues ont été brûlées contre 0 mosquées — lesquelles ont par ailleurs été utilisées comme entrepôt de pierres et de bouteilles incendiaires —, 112 maisons juives ont été enflammées contre 1 arabe (par des Arabes), 683 maisons juives ont été vandalisées contre 12 arabes, 386 maisons juives ont été pillées alors qu’on ne rapporte aucun cas dans les maisons arabes, 849 voitures de Juifs ont été incendiées contre 13 arabes, et sur les 5041 cas de caillassages rapportés, seuls 41 sont le fait de Juifs.

### 19 mai
La nuit du 18 au 19 mai ressemble aux précédentes avec ses barrages sur le sud d’Israël et ses frappes sur le réseau de tunnels du sud de la bande de Gaza. Alors que les pressions internationales sur Israël, déjà sensibles et tangibles, se font de plus en plus lourdes, cinquante-deux avions de combat auraient, selon le porte-parole de l’armée israélienne, « attaqué 40 cibles souterraines du Hamas avec 120 munitions de précision le long d’un itinéraire de 12 kilomètres pendant environ 25 minutes, » faisant dix morts dans les rangs du Hamas et du Jihad islamique ; cependant, la cible prioritaire de ces attaques, Mohammed Deif, en réchappe. D’autres objectifs sont détruits, parmi lesquels des dépôts de munitions et des postes de lancement de roquettes mais celles-ci n’en continuent pas moins de tomber vers 1:00 sur Ashdod, Ashkelon, Yavne, Rehovot, Ness Ziona et leurs environs — le Hamas dit viser des bases d’aviation — puis, environ une heure plus tard, sur Sderot et ensuite sur la bordure de Gaza ; les tirs reprennent dans l’après-midi et en soirée, blessant cette fois un homme de 72 ans à Sderot. Dans le même temps, les forces de Tsahal stationnées dans le nord d’Israël, envoient seize obus sur le Liban qui a, une fois de plus, tiré quatre missiles sur Israël — l’un de ces missiles tombe à Shefa Amr sur un terrain de football ; le vétéran de la vingtième chaîne d’information qui couvre l’évènement et déplore qu’il fût désert au moment de l’impact, déclenche un scandale qui se conclut par son remplacement le jour suivant ; celles qui ont été mobilisées au sud continuent de détruire l’arsenal des organisations palestiniennes, dont des roquettes sol-sol lourdes, et des lanceurs multicéphales dont certains ont été cachés au sein d’immeubles civils,.
Dans l’intérieur du pays, un incident se produit encore à Kiryat Arba, une colonie juive sise près de Hébron, où une Palestinienne vide un chargeur de M16 sur les personnes qui patientaient sur une aire d’auto-stop sans les atteindre, et est abattue par les forces israéliennes. 
Des arrestations s’effectuent du nord au sud, où la constitution d’une unité composée de forces motorisées, d’anti-émeutes du Yassam et d’agents infiltrés de la police aux frontières sous la guidance du service de renseignement intérieur, a permis de restaurer le calme. 1 319 personnes dont 1160 arabes sont arrêtées pour avoir participé aux émeutes (252 ont moins de 18 ans), et 170 d’entre elles (155 arabes) dont le motif nationaliste a été prouvé, sont inculpées au pénal pour faits de violences envers des policiers, vandalisme et incendie criminel. Le parlementaire Ahmad Tibi — pour lequel il ne pourrait y avoir de symétrie entre un « occupant » qui « multiplie les provocations à Al-Aqsa et Cheikh Jarrah, » et un « assiégé » qui lui tient tête depuis Gaza — appelle à leur libération immédiate car « le manque de symétrie crie aux cieux », du fait des biais policiers et médiatiques en défaveur des manifestants arabes alors qu’aucune charge n’aurait été retenue contre le moindre Juif, y compris la police juive qui aurait tabassé les manifestants arabes à Beersheva, les gangs juifs qui auraient éborgné son voisin dans l’indifférence juive générale, l’instituteur juif qu’un film a montré en train de jeter des pierres à Lod — cet instituteur, en réalité le directeur d’un lycée, sera mis au pied par sa hiérarchie qui déposera également une plainte à la police pour ces faits le lendemain de cette interview ; l’homme a, pour sa part, expliqué avoir agi pour se défendre après s’être rendu auprès d’une famille juive de la ville qui avait été attaquée chez elle — et le tireur juif qui y aurait assassiné Moussa Hassouna ; la réconciliation entre Juifs et Arabes, assure le politicien, ne se fera pas sur commande. Une série d’initiatives citoyennes, épaulée par le maire, voit pourtant le jour à Haïfa pour restaurer et promouvoir « une voix sensée de coexistence ».

### 20 mai
Aux petites heures du matin, les organisations palestiniennes tirent une nouvelle salve de roquettes sur les villes du sud (près de 300 missiles sont expédiés vers le sud entre 19:00 et 7:00 depuis la bande de Gaza, et 42 y retombent) qui causent de nouveaux dégâts et manquent de faire des victimes à Sderot puis une autre vers 9:30 du matin tandis que l’aviation israélienne parvient à endommager un tunnel de guerre du Hamas à Beit Hanoun, deux stations souterraines de lancement de roquettes à Jabalya qui avaient tiré sur Tel Aviv, et un lance-roquettes multicéphale à Khan Younès qui contient encore un projectile en attente d’être lancé,. Dans l’après-midi, les tirs sur Gaza reprennent après qu’un missile antichar a touché un autobus de navette vide au passage d’Erez, et deux tunnels offensifs en construction, situés dans le nord de Gaza et à Beit Hanoun, sont bombardés ; Ashkelon où la municipalité a fait installer, après dix jours de bombardements, des aires de protection dans les rues — qui demeurent cependant trop lointaines pour certaines franges de la population —, est de nouveau touchée et un habitant est blessé par explosion d’une bonbonne de gaz.
Malgré la poursuite des affrontements, les attaques diminuent en intensité ; la fin des combats est dans l’air et dans toutes les conversations : Yaïr Lapid qui détient toujours le mandat présidentiel pour former le nouveau gouvernement bien que ce projet semble avoir été compromis par l’escalade, dénonce la mauvaise gestion de la crise par le gouvernement Netanyahou-Gantz et déclare qu’on ne peut faire fi de la volonté américaine de mettre un terme à l’opération militaire, l’Aman se déclare satisfait, estimant que les objectifs de la liste qu’il a établie, ont pour la plupart été atteints, et son ancien directeur Amos Yadlin (en) estime qu’Israël devrait déclarer le cessez-le-feu unilatéralement pour cette raison, de même que l’ancien chef d’état-major Gadi Eizenkot, tandis que l’éditorialiste Gilad Sharon (he) estime cette liste trop technique et sans rapport avec la victoire sur le Hamas ; d’autres appellent à prendre des mesures préventives contre la prochaine escalade qui ne manquera pas de venir des villes israéliennes à fort contingent arabe ou de Cisjordanie, où environ quarante membres et hauts responsables du Hamas — dont le frère de Jibril Rajoub — ont été appréhendés dans la nuit afin de mettre fin aux troubles de l’ordre qu’ils instiguent. 
Interviewée pour la première fois depuis l’incendie de ses biens, Efrat Rayten, parlementaire du Parti travailliste, se soucie davantage du retour à la routine : elle se dit en effet apeurée à l’idée de circuler dans Jaffa et appelle à la répression policière mais affirme par ailleurs que la plupart des citoyens arabes de la ville sont modérés et que les excès des autres seraient dus aux « [provocations] de La Familia et d’autres ». C’est dans un même esprit de conciliation que l’union estudiantine de l’Université hébraïque de Jérusalem décide que le Jour de l’Étudiant à Jérusalem ne se tiendra plus le Jour de Jérusalem, jugé trop « chargé ».
Les tirs des organisations palestiniennes sur le sud s’intensifient en soirée et l’armée israélienne, qui a éliminé l’unité anti-char responsable du tir sur la navette, recommande aux habitants de ne pas sortir de chez eux ; on annonce que les études seront de nouveaux interrompues ; une maison et une entreprise sont touchées ainsi que les sources de Ramat Eshkol. Bien que le cabinet israélien ait annoncé à l’Égypte son acceptation des termes du cessez-le-feu, Tsahal reprend ses attaques sur les lanceurs de roquettes, y compris souterrains et sol-sol, tuant un certain nombre d’activistes à Gaza. Vers 23 heures, elle aurait déjoué une tentative d’infiltration par le Hamas en vue d’attaquer les unités israéliennes stationnées à la frontière. 
Des alertes se font entendre à Be'eri, Alumim et Nahal Oz de 0:27 à 1:49. Craignant que les organisations palestiniennes ne tentent à tout prix d’avoir le dernier mot avec un tir massif sur le centre du pays, Tsahal laisse ses effectifs à Gaza, et se tient sur le pied de guerre,.

### 21 mai - Cessez-le-feu
Le 21 mai à 2 heures du matin (heure locale), un cessez-le-feu inconditionnel entre en vigueur en Israël entre Israël et le Hamas. Il a été négocié sous les auspices du président égyptien Abdel Fattah al-Sissi qui a lui-même remercié le président américain Joe Biden pour son rôle dans le succès de cette entremise (c’est bien sous la pression de ce dernier que Binyamin Netanyahou s’est engagé à interrompre les hostilités) tandis que le Qatar, où Tor Wennesland (en) avait rencontré Ismaël Haniyeh, semble avoir été moins déterminant mais devrait jouer un rôle prépondérant dans la reconstruction de Gaza. Le président américain déclare à ses interlocuteurs israéliens qu'il veillera au réapprovisionnement par les États-Unis du Dôme de fer qui les protège des attaques terroristes, et assure à l'Autorité palestinienne ainsi qu’au Hamas, que les États-Unis participeront avec la communauté internationale à la reconstruction de Gaza tout en veillant à ce que le Hamas ne reconstitue pas ses stocks d'armement.

#### Premiers bilans et perspectives

##### Analyses
Pour le journal Le Monde, les affrontements israélo-palestiniens de 2021 commencent à la suite de la politique israélienne d'étendre son emprise sur les quartiers stratégiques de Silwan et Cheikh Jarrah, situés à Jérusalem-Est, que l’État israélien occupe depuis 1967, en poussant les résidents palestiniens hors des murs et en tentant de dissoudre l’identité arabe de la cité.
Les colonies israéliennes constituent toujours un crime de guerre, selon le Rapporteur spécial sur la situation des droits de l’homme territoires palestiniens occupés depuis 1967.
L'opération israélienne « Gardien des Murailles » marque le début de l'identification par intelligence artificielle de cibles palestiniennes, en générant une centaine par jour. Ce procédé sera généralisé lors de la guerre de Gaza commencée en 2023.
Tsahal détruit au cours du conflit neuf immeubles qu'elle avait classés comme « cibles du pouvoir » (« matarot otzem »), c'est-à-dire des cibles sans intéret militaire mais importantes symboliquement. L'objectif de ces attaques sur des cibles civiles est d'intimider la population palestinienne afin de la pousser à faire pression sur le Hamas selon +972 Magazine.

##### Victimes
Selon les sources palestiniennes, les bombardements israéliens ont tué 232 Palestiniens dont 65 enfants, et fait 1 900 blessés ; selon les sources israéliennes, 4 300 roquettes ont été tirées vers Israël et 90 % d'entre elles ont été interceptées par le système antiaérien « Dôme de fer » mais douze Israéliens ont été tués et 355 blessés. En 2022, le bilan établit à « 14 le nombre de morts en Israël pendant ces onze jours d’affrontements qui ont fait plus de 250 morts dans la bande de Gaza, selon les données de l’ONU ».

##### Autres
Dans la bande de Gaza, où un narratif de victoire circulait déjà le 20 mai, l’ambiance est aux cris de victoire et à la liesse dès l’entrée en vigueur du cessez-le-feu ainsi qu’à Jérusalem-est, en Cisjordanie, à Umm al-Fahm et ailleurs : des milliers d’Israéliens arabes et de Palestiniens descendent en masse dans les rues des villes en chantant avoir « libéré Gaza par le feu et par le sang », tirent en l’air et acclament Mohammed Deif. Des feux d’artifice éclatent, des drapeaux palestiniens sont hissés et Khalil al-Haya, le député de Yahya Sinwar dont la maison a été détruite, sort de son bunker en déclarant qu’« [Israël] a échoué » ; l’un des fêtards déclare que « l’Aïd al-Fitr commence aujourd’hui pour nous. Nous sommes désolés et tristes pour les personnes qui ont perdu leurs maisons et leurs proches mais nous continuerons de célébrer ».
En Israël, la nouvelle du cessez-le-feu est accueillie en demi-teinte : le Premier Ministre Binyamin Netanyahou et son ministre de la Défense Benny Gantz discourent longuement de la victoire tactique et stratégique d’Israël sur le Hamas — disposant d’un service de renseignement de pointe qui la dote d’une capacité à conduire une campagne aérienne par des moyens précis qui minimisent les dommages collatéraux, Israël a pu mener ses opérations sans trop de pression internationale pour y mettre fin, et cent kilomètres de tunnels de guerre ont été ainsi démolis à travers la bande de Gaza, dont certains pénétraient dans le territoire israélien ; ses sites de production et développement de roquettes, de drones marins et sous-marins ont également été détruits. Son secteur R&D, et particulièrement son cybersystème, a été décapité car ses installations sont parties en fumée et ses éminences grises ont été éliminées.
Néanmoins, l’opération en majorité voire en totalité aérienne qui a permis de minimiser les victimes militaires, n’est pas parvenue à venir à bout de tout l’arsenal des organisations palestiniennes. « Le Hamas a encaissé un sérieux revers » sonne pour beaucoup comme un cliché de plus en plus creux car il s’en est relevé à chaque fois, s’est renforcé entre chaque nouveau round, et reviendra sans aucun doute pour le prochain et les suivants tant que le monde tiendra Israël pour responsable de la situation à Gaza. Gideon Saar, démissionnaire du Likoud et contempteur déclaré de son dirigeant, juge « embarrassant » que Binyamin Netanyahou, « disposant des meilleurs services de renseignement et de l'armée de l'air au monde, [ait] réussi à obtenir du Hamas un 'cessez-le-feu inconditionnel'. » Avigdor Liberman, l’ancien ailier qui s’est depuis délié, exige, après l’arrêt des opérations militaires, celui des transferts monétaires qataris avalisés par le Premier Ministre — peu, en Israël, croient encore qu’ils desservent des buts humanitaires. De surcroît, Oron Shaul et Hadar Goldin (ainsi qu’Abera Mengistu et Hisham al-Sayed) ne sont pas rentrés, et ce cessez-le-feu qui ravit les habitants de Tel Aviv, fait beaucoup de mécontents, en particulier dans le sud du pays et spécialement à la bordure de Gaza, qui attendaient une issue plus décisive aux combats et se déclaraient prêts à leur poursuite le temps nécessaire. Reprenant leurs doléances, Naftali Bennett — qui parlera lui aussi d’« honte nationale » deux jours plus tard — appelle à la même mesure pour Sderot que pour Tel Aviv.

Benny Gantz réitère alors qu’Israël est sans conteste possible le grand vainqueur militaire de l’opération, rappelle qu’elle n’avait pas pour but la soumission des mouvements palestiniens mais la restauration de la force de dissuasion israélienne face à eux, assure que cet objectif a bien été atteint car les dirigeants du Hamas et du Jihad islamique savent qu’ils demeurent des cibles et qu’Israël ne tolèrera plus les provocations sur son territoire ni aux abords ; il promet aussi que les grandes questions dont la restitution des disparus, seront dûment traitées dans les négociations qui auront pour but de déboucher sur une solution politique satisfaisant de façon durable Israéliens et Palestiniens.
Haaretz révèlé que les services de propagande de Tsahal ont mené une opération psychologique auprès de l'opinion israélienne afin de mieux faire connaître les opérations de Tsahal à Gaza et les dommages qu'elles ont causés aux Palestiniens. Les soldats, qui utilisaient de faux comptes sur les réseaux sociaux pour dissimuler l'origine de la campagne, ont publié des images et des clips des frappes de l'armée à Gaza sur Twitter, Facebook, Instagram et TikTok afin de démontrer la puissance de l'armée à l'opinion publique israélienne.

#### Jour d’après
Après les célébrations de nuit, les habitants de la bande de Gaza découvrent au matin l’ampleur des dégâts causés par les affrontements, diligemment documentés par les photographes de Reuters et de l’AFP, sans toutefois émettre la moindre critique vis-à-vis du Hamas ; Yahya Sinwar sort de sa planque pour se rendre à la tente de deuil de Bassam Issa, tué dans les premiers jours de combat, sans autre allocution ou discours ; le Waqf de Gaza appelle à réciter la Salat al-Gha'ib (en), prière funéraire pour « les absents, » c’est-à-dire ici pour les morts ensevelis dans les tunnels, que les organisations palestiniennes n’ont pas déterrés en temps réel afin de ne pas saper le moral de leurs troupes et éviter que d’autres militants ne soient piégés en tentant de porter secours à leurs compagnons,,.

Sur les 72 000 Palestiniens déplacés dans les bâtiments de l’UNRWA, moins de 1 000 y resteront réfugiés et les Nations unies débloquent 16 millions de dollars, en insistant que cette aide doit profiter à la population civile et non au Hamas ; 13 camions de l’ONU et de diverses ONG traversent le passage de Kerem Shalom pour apporter à la population nourriture et premières nécessités médicales, y compris des vaccins contre le SARS-CoV-2. Les affrontements n’en ont pas moins ramené Gaza à l’après-guerre de 2014, et la destruction n’a pas épargné les quartiers plus privilégiés où vivent les 7 000 résidents millionaires de la bande (l’un de ses habitants rapporte être redevenu agriculteur afin de subsister) ; des projets de développement doivent être remis à une date indéterminée alors que Gaza s’était, entre autres, dotée d’un hôpital américain privé et qu’un accord avec Israël sur la construction d’une ligne de gaz, aurait dû lui assurer un approvisionnement en électricité normal ; l’ordre des priorités a cependant changé et le Hamas éloigne la population et la presse des zones sensibles, i.e. des tunnels et tours bombardés, interdisant de publier quoi que ce fût à ce sujet, de crainte qu’Israël n’en tire quelque information.
En Israël, après que vacances et loisirs avaient été mis en sourdine dès les premiers jours du conflit, la vie reprend, l’on ressort et se détend, les suspensions d’étude sont supprimées et la plate-forme d’extraction de gaz naturel qui est une source de revenus et d’énergie importante en Israël, recouvre ses activités interrompues pendant la confrontation. Cependant, les économistes et les citoyens savent, avant même le cessez-le-feu, que ce conflit de onze jours — qui a causé une perte de quelque 540 millions de shekels pour les trois premiers jours des combats, et s’est accompagné de déficits consécutifs à l’opération même ainsi qu’aux dommages dus aux bombes et aux émeutes — reviendra plus cher à Israël que l’opération Bordure protectrice de 2014, qui en a duré cinquante, alors que le pays sort à peine de la pandémie de COVID-19.
Il se dégage aussi d’une analyse de terrain qu’au-delà de l’aspect militaire où l’armée s’est montrée à la hauteur de la situation qui a, à bien des égards, ressemblé à la grande simulation qu’elle avait planifiée — émeutes sur le mont du Temple, attaques terroristes en Judée-Samarie entraînant des barrages depuis Gaza et confrontation généralisée avec le Hezbollah —, l’opération Gardien des murailles n’a pas mis fin à la crise israélo-palestinienne de 2021 : les exigences mutuellement incompatibles, dont la question de l’argent du Qatar que l’échelon militaire préconise de ne pas restituer au mouvement islamiste mais à l’Autorité palestinienne, rendra les négociations entre Israël et le Hamas houleuses et les diplomates interrogés ne se montrent pas optimistes sur leurs chances d’aboutir ; les tensions restent palpables dans les villes où des émeutes ont eu lieu, et le service de crise Eran rapporte 7 200 appels d’Israéliens juifs ou arabes de ces villes ; l’intervention directe de l’Iran dont le drone abattu demeure immergé dans l’une des sources de la vallée du Jourdain, n’avait pas été prévue ; des émeutes ont repris sur le mont du Temple, où des centaines de jeunes ont lancé des cocktails Molotov et des pierres sur des policiers à la fin des prières du vendredi, faisant circuler sur Tiktok la vidéo d’un policier israélien isolé, renversé par l’une des personnes en présence alors qu’il court dans les escaliers au milieu des quolibets de la foule. Or, dans un contexte politique demeuré délicat où ni le camp Netanyahou ni le camp Lapid n’atteignent les 61 parlementaires nécessaires pour former un gouvernement, Bezalel Smotrich, chef de Hatzionout hadatit (he) menace de quitter la coalition gouvernementale si l’accord de cessez-le-feu devait, comme l’a annoncé un haut responsable du Hamas, inclure des garanties concernant Cheikh Jarrah et al-Aqsa, et exige de « voir le Mont du Temple s’ouvrir aux Juifs » (ce sera chose faite le 22 mai ; Des Palestiniens font alors circuler des photos d’activistes juifs armés sur les réseaux sociaux pour insinuer qu’ils comptent arriver à Al-Aqsa en armes).

### Réactions internationales

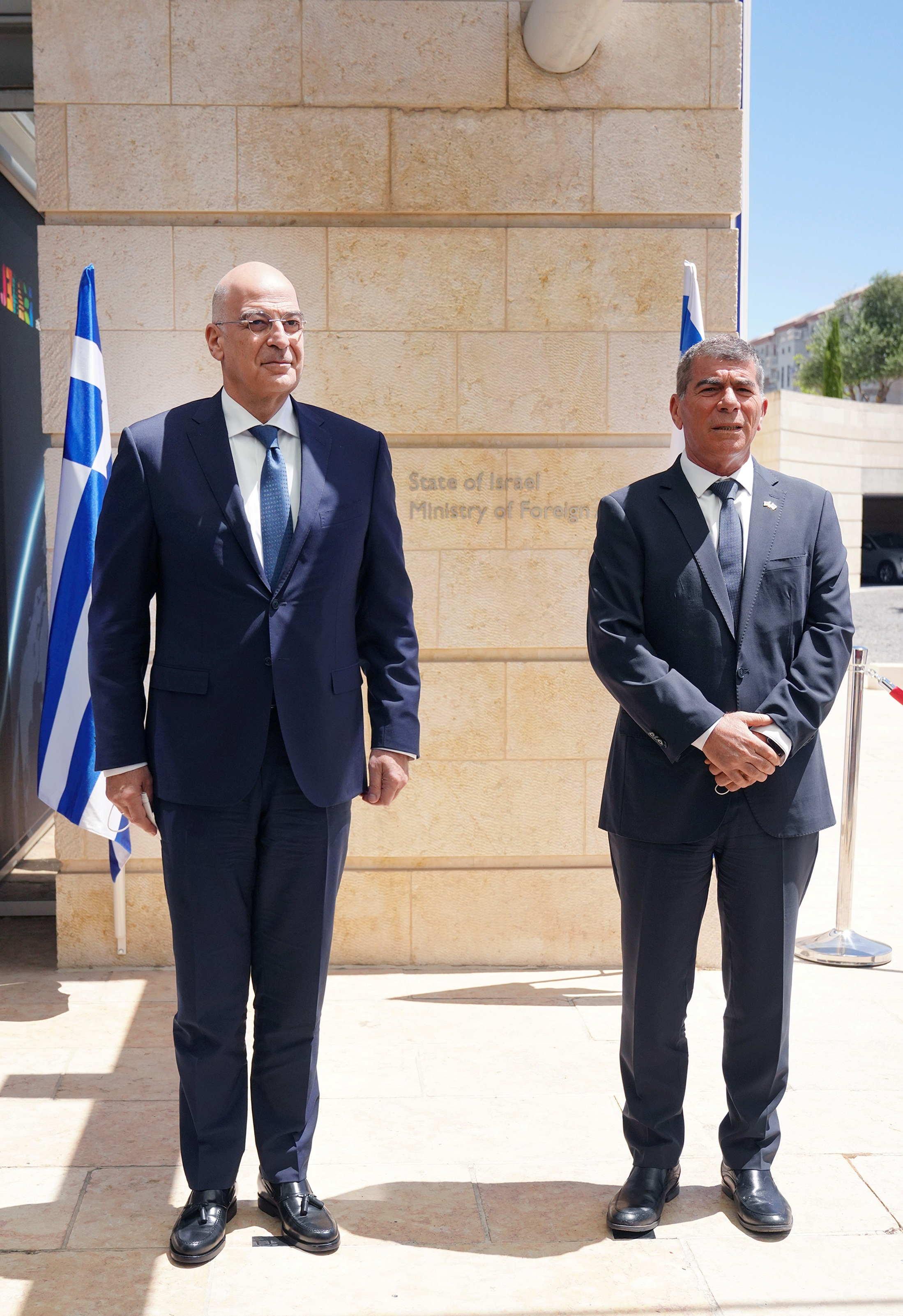
Nikos Dendias en visite en Israël auprès de son homologue Gabi Ashkenazi, le 18 mai 2021.

Le 9 mai 2021, l'Égypte et la Jordanie (les deux premiers États arabes à avoir reconnu Israël (en)) convoque chacune leur ambassadeur israélien respectif pour leur faire part de leurs inquiétudes concernant l'escalade des tensions à Jérusalem-Est.

Les États-Unis bloquent au Conseil de sécurité des Nations unies une déclaration approuvée par 14 des 15 pays membres appelant « à un cessez-le-feu et à une reprise de négociations ». Le président américain Joe Biden apporte son soutien à Israël.
Le 12 mai 2021, le gouvernement du Koweït (en) annonce que ceux qui expriment leur soutien à l'égard d'Israël, que ce soit sur les médias sociaux ou dans la vraie vie, seront passibles de dix années d'emprisonnement et de 5 000 dinars (soit environ 13 759 euros) d'amende. Le 28 mai 2021, le parlement koweïtien adopte officiellement cette mesure antisioniste.
L’Autriche hisse le 13 mai sur des bâtiments officiels le drapeau israélien par « solidarité » face aux « attaques dirigées depuis la bande de Gaza » par « le Hamas et d’autres groupes terroristes », a expliqué le chancelier conservateur Sebastian Kurz.
Le 14 mai 2021, Benjamin Netanyahou remercie dans une déclaration vidéo le président américain Joe Biden, le président français Emmanuel Macron, le Premier ministre britannique Boris Johnson, ou encore la chancelière allemande Angela Merkel pour lui avoir apporté leur soutien.
Le 15 mai 2021, le maire de Nice Christian Estrosi, qui avait signé un arrêté interdisant l’affichage ostentatoire de drapeaux étrangers sur l’hypercentre de la ville lors de la coupe du monde de football en 2014, fait flotter le drapeau israélien aux devants de l'hôtel de ville à la même hauteur que le drapeau français pour faire « face au terrorisme du Hamas ». Ce geste lui vaudra des menaces de mort.
Le 15 mai 2021, date anniversaire de la fin du mandat britannique sur la Palestine, des manifestations de soutien sont organisées en faveur du peuple palestinien dans de nombreux pays y compris occidentaux comme la France, l'Espagne et l'Angleterre. La préfecture de police de Paris interdit les rassemblements prévus à la suite de la demande du ministre de l'Intérieur Gérald Darmanin, ce dernier invite également les préfets à la vigilance et à la fermeté ainsi qu'à mobiliser leurs services de renseignements. À Paris, entre 2 500 et 3 500 manifestants (selon les chiffres du ministère de l'Intérieur) se rassemblent et font face à des agents des forces de l'ordre en surnombre (4 200) et faisant usage de canons à eau et de gaz lacrymogène pour les disperser. D'autres rassemblements ont eu lieu sur le territoire français, rassemblant au total plus de 22 000 personnes dans une soixantaine de manifestations.
Le 17 mai 2021, les 130 membres de la Chambre des représentants de Jordanie réclament de manière unanime l'expulsion d'Amir Weissbrod (he), l'ambassadeur israélien dans le pays, en raison des « crimes commis contre les Palestiniens à Jérusalem et à Gaza ». Le 25 mai 2021, le ministre jordanien des Affaires étrangères, Ayman Safadi (en), convoque Weissbrod pour demander la libération immédiate de deux ressortissants jordaniens emprisonnés en Israël depuis le 16 mai pour avoir traversé la frontière armés de couteaux.
Le 21 mai, le secrétaire général du gouvernement marocain avait adressé une lettre à Ismaïl Haneyeh, président du bureau politique du Hamas, le félicitant “à l’occasion de la victoire du peuple palestinien et sa forte résistance” contre “l’entité sioniste”. Une réaction intervenue le jour de l’entrée en vigueur de l’accord de cessez-le-feu conclu entre Israël et les factions palestiniennes dans la bande de Gaza après onze jours de violences.

## Après l’escalade

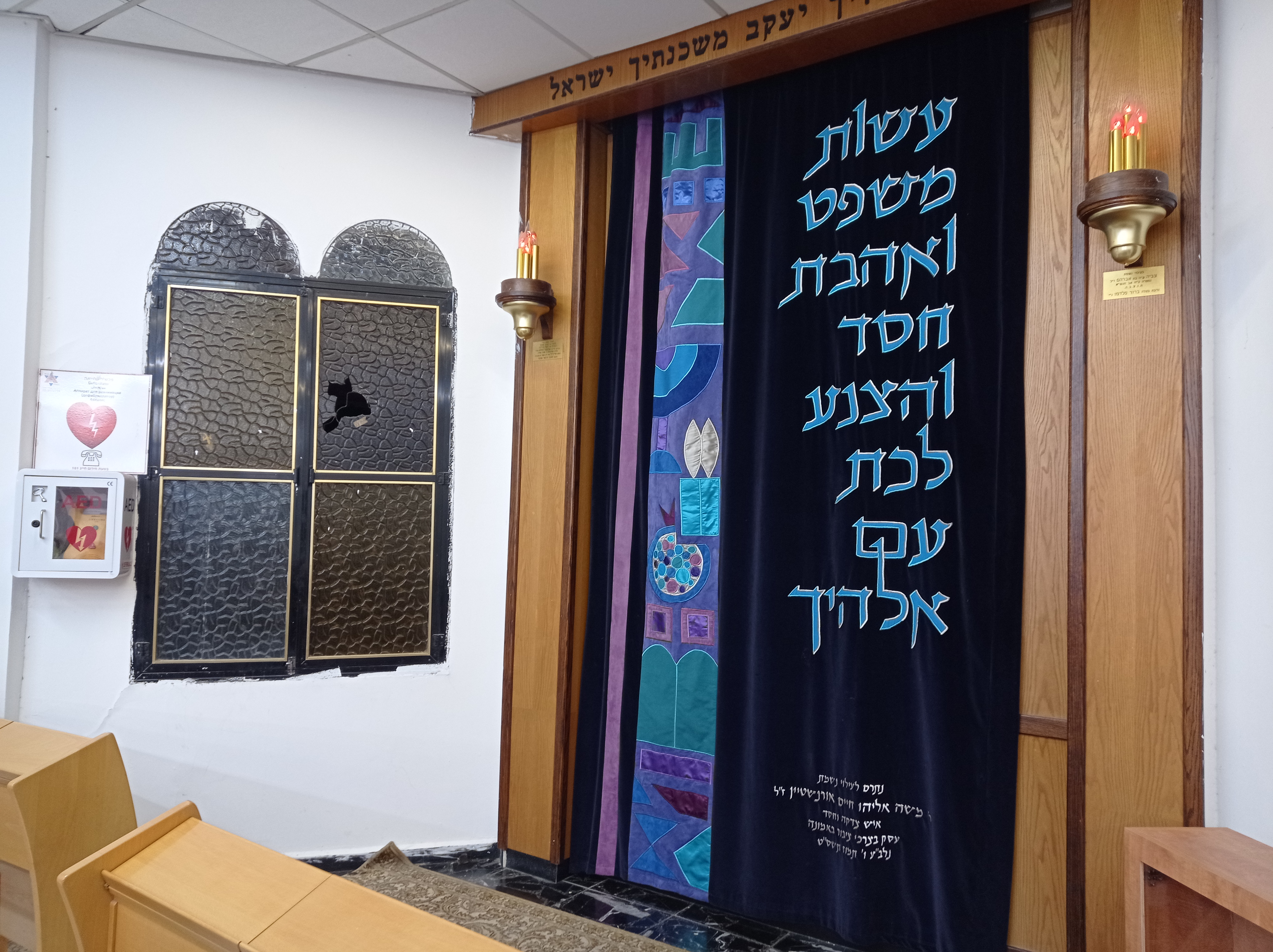
Vitre brisée dans la synagogue centrale de Lod le 24 mai, alors que le calme est censé être revenu.

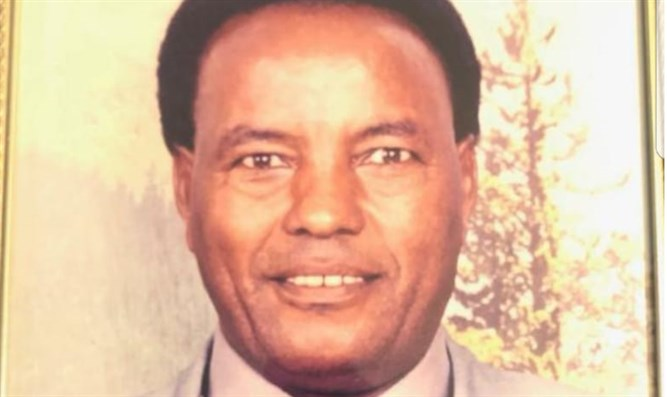
Distao Bissat, 74 ans, accompagne ses proches lorsqu’il est écrasé le 30 mai 2021 par deux motocyclistes roulant à toute allure à Ramla. Près de deux mois plus tard, le délit de fuite se révèle être un meurtre.

Dans les jours qui suivent le cessez-le-feu, sa consolidation fait l'objet d'intenses efforts diplomatiques. Ainsi, le ministre israélien des Affaires étrangères, Gabi Ashkenazi se rend le 30 mai pour la première fois depuis 13 ans en Égypte alors que le même jour, le Premier ministre israélien Benyamin Netanyahou reçoit à Jérusalem le chef des services secrets égyptiens Abbas Kamel (en).
Courtisé par les deux camps avant le début du conflit, Mansour Abbas apparaît comme le grand gagnant politique après celui-ci, et décide de reprendre les négociations avec le bloc Lapid-Bennett, leur permettant d’atteindre la majorité, et mettant fin à l’ère Netanyahou après 12 ans.
Le 7 juin 2021, Avichai Mandelblit informe la Cour suprême d'Israël qu'il n'interviendra pas dans cette affaire car le cas des familles arabes est trop faible.
Le 14 juillet 2021, le Hamas menace d’une reprise des hostilités le 23 juillet, au sortir de l’Aïd al-Adha, si le gouvernement israélien ne consent pas à la reprise des transferts monétaires en provenance du Qatar. La montée de Juifs au Mur occidental provoque des remous dans le secteur arabe qui appelle une fois de plus à défendre Al-Aqsa.
Le 25 mai 2021, l'Arabie saoudite ferme son espace aérien aux avions israéliens.
Le 26 mai 2021, le Dáil irlandais adopte une motion déposée par le parti Sinn Féin qualifiant l'occupation illégale des territoires palestiniens d'« annexion de facto », faisant ainsi de l'Irlande le premier État de l'Union européenne à reconnaître Israël comme une puissance occupante.